# Monasterio de Santa María la Real de la Oliva
La abadía cisterciense del monasterio de Santa María la Real de la Oliva, a veces llamado también de Nuestra Señora de la Oliva, es un gran conjunto y destacado ejemplo de arquitectura monacal de estilo cisterciense navarro. Situada entre la localidad de Carcastillo y de Mélida (España), en la Navarra meridional, se encuentra colindante con la comarca de las Cinco Villas, en la vecina Aragón en la cual también mantuvo una notable presencia y donde ejerció su influencia, especialmente en Ejea de los Caballeros.
Es considerado el monasterio cisterciense más antiguo de España. La abadía fue fundada en un largo proceso, con bastante probabilidad, entre los años 1145-1150 por el rey de Pamplona García Ramírez llamado el Restaurador. Obtuvo el favor y apoyo del papado, la nobleza y monarquía, tanto navarra y aragonesa, primero, como española, después, llegando a ser, a mitades del siglo XII, uno de los centros monásticos más poderosos e influyentes de Navarra debido a su extenso patrimonio y su importante biblioteca. Más adelante, entre finales del siglo XVIII y principios del XIX, llegaron los problemas sociales, políticos y bélicos, culminados con la desamortización de 1835 que sumió al monasterio en la ruina, el expolio y el abandono. Fue declarado Monumento histórico nacional el 24 de abril de 1880. Hasta 1927 no volvió a ser habitado y reconstruido. 
La majestuosa fachada principal nos abre las puertas a un lugar mágico. La iglesia de Santa María, de clara transición entre el románico y el gótico, fue sufragada por Sancho VI el Sabio y su hijo Sancho VII el Fuerte. Se construyó con piedra sillar durante los siglos XII y XIII, consta de tres naves, y la austeridad cisterciense es palpable en la sobria decoración del templo que apenas se ciñe a motivos vegetales, animales y fantásticos y algunas claves en las bóvedas. Desde la iglesia, podemos acceder al claustro gótico comenzado en el siglo XIV y finalizado a principios del siglo XVI. Cuenta con una sala capitular en el flanco oriental, «una fábrica cisterciense de finales del siglo XII o comienzos del XIII, muy relacionada con la de la abadía francesa de L'Escale-Dieu» y que es una bonita expresión de obra progótica.

## Geografía

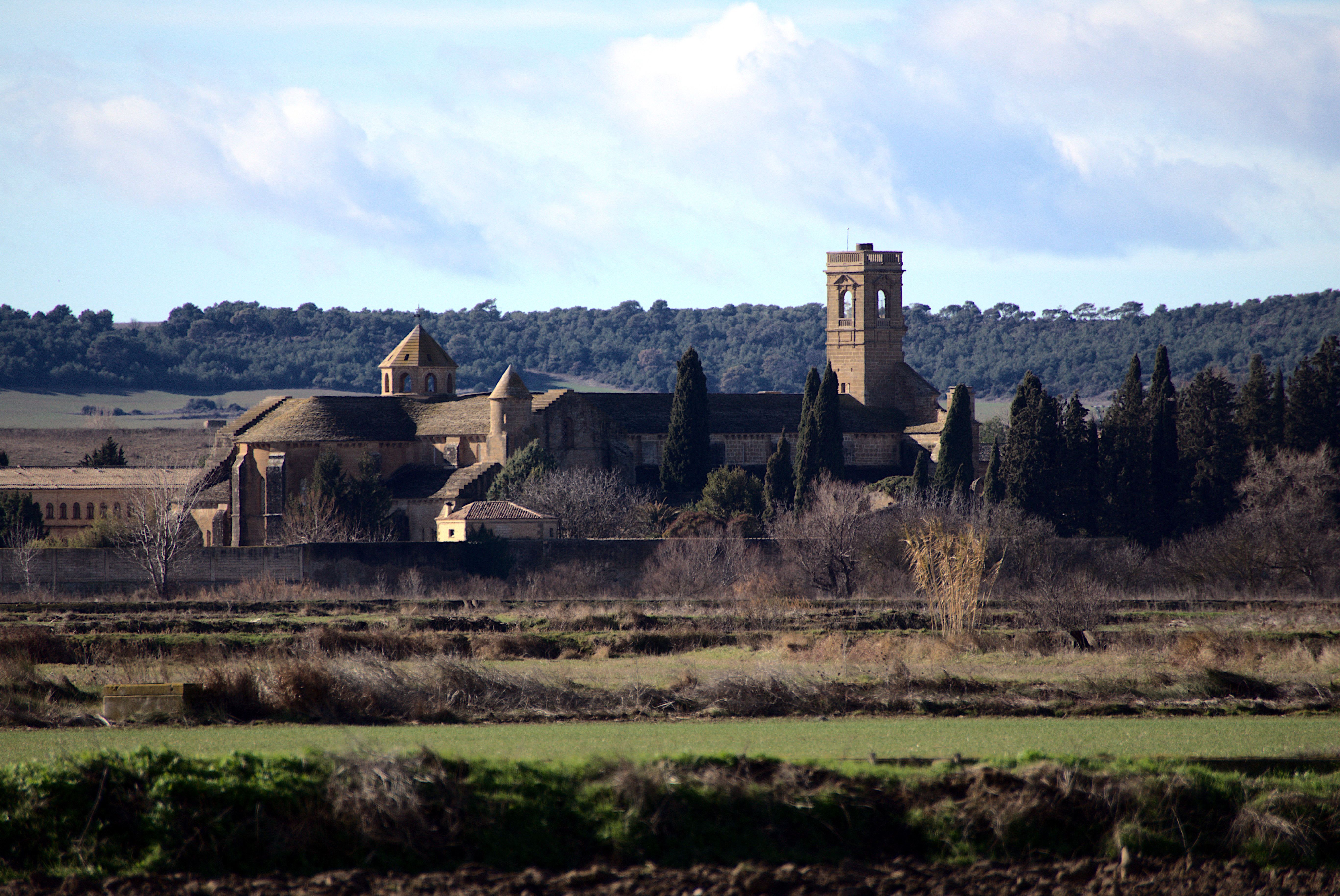
Vista general

Es, junto con el concejo de Figarol, uno de los dos núcleos poblacionales comprendidos dentro del término municipal de Carcastillo, además del propio de esta localidad.
Por la carretera NA-128, se sitúa a dos kilómetros del casco urbano de esta villa, y a ocho de la villa de Mélida, la cual queda al oeste del monasterio.
Por el este, «entre Carcastillo y Mélida, se interpone, como una cuña, La Cañada de la Val del Rey que, partiendo de la Bardena, desemboca en el [río] Aragón, ya en término de Santacara y que desde hace siglos viene siendo utilizado por los rebaños bardeneros que bajan a abrevar al Aragón»; esta paraje bardenero de la Val del Rey es contiguo a los términos de Carcastillo y Santacara.
Por el norte, el mencionado río Aragón lo separa, a su vez, de Murillo el Fruto y de la mayor parte del término de Santacara. Y por el sur con las Bardenas Reales, de la cual forma parte de la Junta de Congozantes con voz y voto propio.
Pertenece, con ello, al igual que Carcastillo, al partido judicial de Tudela, y a la merindad del mismo nombre, antiguamente también conocida como Merindad de la Ribera. 
Geomorfológicamente, se asienta sobre una vega fértil, una baja llanura conformada por una terraza aluvial de arcillas miocénicas dentro de lo que se conoce como valle del Bajo Aragón, y cerca de una red de barrancos van a parar al Aragón muy cerca del cenobio. 

### La comarca de La Oliva
Ricardo Cierbide empleó esta denominación convencional en su estudio toponímico para referirse a una unidad espacial formada por Carcastillo, Murillo el Fruto, Mélida y Santacara, denominada convencionalmente así por «la posición circundante que los cuatro municipios adoptan respecto al Monasterio de La Oliva», basada en razones históricas y geográficas, y sin ninguna transcendencia administrativa. La superficie total de esta comarca es de 19 008,81 ha. El régimen pluviométrico es de tipo mediterráneo-continental siendo más abundantes las precipitaciones en primavera que en otoño. Incluso el invierno es, generalmente, menos lluvioso que el verano por la fuerte incidencia de tormentas locales de esta estación. La media térmica anual, basándose en datos tomados en el propio monasterio que cuenta con una estación meteorológica, es de 13,6° variando desde el mes más frío (enero con 4,1°) hasta el más cálido (julio con 23°).

## Historia

### Romanización de la comarca
En esta comarca habitada por el pueblo de los carenses, cuya capitalidad se habría situado en la ciudad romana de Cara, los arqueólogos Blas Taracena Aguirre y Luis Vázquez de Parga documentaron en 1946 la localización de numerosos vestigios de romanización al tiempo que relacionaban noticias, inciertas a veces, de otros restos más. De esta época romana se ha conservado una estela funeraria que parece procedente de Carcastillo y que, para el siglo XVI, ya había sido trasladada al claustro del Monasterio de la Oliva. Posteriormente se volvió a trasladar a Pamplona estando actualmente en la exposición del Museo de Navarra. El personaje mencionado en este monumento epigráfico, Porcius Félix, era originario de la vecina Cara. Esta mansio viaria, en la actual Santacara, se encontraba en la ruta de Cesaraugusta (Zaragoza) a Pompelo (Pamplona), como así se recoge en el Itinerario de Antonino y en el Cosmógrafo de Ravena. No en vano, además de este yacimiento arqueológico, hacia el noroeste, tampoco está distante el yacimiento de los Bañales (Uncastillo), hacia el sur, más bien en la misma vía cesaraugustana. Y si uno remonta el río Aragón, hacia Gallipienzo, no se encuentra muy lejos de Santa Criz de Eslava.

### La fundación medieval: cuestión debatida
Es habitual leer en algunos libros que en la era hispánica de 1172 —equivalente al año 1134 de la era cristiana— se levantaron las primeras piedras de la iglesia del monasterio. Sin embargo la cuestión de la fecha fundacional ha generado bastante debate historiográfico partiendo de que la fecha de 1134 ha sido ya superada por la historiografía y debe posponerse unos 11-16 años. Fundamentalmente se pueden agrupar a los investigadores de la cuestión en dos grupos, «entre quienes consideran que La Oliva existía ya en 1145 y quienes retrasan su nacimiento hasta 1149-1150.» Tras la cuestión de la datación también se discute la filiación inicial entre quienes sustentan Niencebas-Fitero o Escaladieu (o Scala Dei) directamente.
La fecha de 1134, «se basa en una copia del siglo XVI de un documento que narra la donación del rey navarro García Ramírez al abad del monasterio cisterciense de L’Escale-Dieu del lugar de Encisa para que un cenobio bernardo fuera allí construido.»
Es probable que realmente sea 1145 la fecha de fundación y, hasta 1150, habría dependido de Santa María de Niencebas, «antiguo lugar del actual término de Alfaro, muy cerca de los de Fitero y Corella». Esta etapa habría durado un quinquenio solamente.
Hacia 1150 reinaba entonces García Ramírez en el reino de Pamplona y Ramón Berenguer IV en Aragón. Se hizo donación, y confirmación, por parte de ambos regentes, del término de Oliva, Castelmunio y de la villa de Encisa, a la abadía de Escaladieu para el establecimiento de los mismos en este lugar. Pero, más que un establecimiento, con Scala Dei se crea una filiación monástica.

### Expansión del monasterio: Auge patrimonial
El siglo XII y el XIII fueron de gran esplendor por el número de donaciones, herencias y compras por la Navarra Media, Ribera del Bajo Aragón y por las Cinco Villas aragonesas.
Las dimensiones territoriales del cenobio fueron aumentando y así se incorporaron Figarol (1151), Carcastillo (1162), que se convierte así en villa abacial hasta mediados del siglo XIX, Mélida, también villa abacial hasta esas mismas fechas, y Murillo el Cuende posteriormente.
En 1348, a consecuencia de la peste negra, sufrió un fuerte revés con el consiguiente descenso y depauperación de la población, y con el conflicto trastamarista, pero durante el siglo siguiente se fue recuperando poco a poco. Aun así contribuyó con 300 libras de carlines blancos (600 prietos) a la ayuda solicitada al reino por Carlos II.
Desde el siglo XII hasta 1526 tuvo veintinueve los abades perpetuos elegidos por la propia comunidad, varios de ellos con influencia importante en la política navarra al actuar como consejeros de sus reyes: fue el caso de Lope de Gallur (1332-1362) con Carlos II, o Pedro de Eraso (1468-1502) con Catalina I de Navarra y de Foix.
Esta misma reina pondrá fin a uno de tantos litigios propios de vecinos, en este caso con las villas de Mélida, Santacara y Carcastillo. La razón, en este ocasión, fue la edificación de un molino habiendo otro en Mélida, e incluso en Murillo el Fruto, «por quanto en tiempos passados todos los de Castilescar, Sadaba, Exea e todos los frontaleros de Aragon, acostumbraban de yr a moler su cebera al dicho molino de cabe Melida...» indicaba la sentencia real.

### Época moderna: tras la incorporación a Castilla
Los abades dispusieron de asiento en las Cortes del Reino entre los representantes del brazo eclesiástico. Sin embargo, a partir de 1526, los reyes de España pusieron el cargo de abad en manos de personas llevadas por un cuestionado celo religioso, sumiendo al monasterio en una progresiva decadencia que sufrió un giro reformador a partir del 1585.
Entre 1522-1523 el papa Adriano VI había concedido a Carlos I de Castilla y V de Alemania, el derecho de presentación en todos los beneficios episcopales y otras dignidades eclesiásticas salvo en el caso de las abadías; eran los monjes de la comunidad quienes tenían la potestad de elegir a su abad sin necesidad de una confirmación pontificia. En esto años son elegidos Alonso de Navarra (1503-1526), Martín de Rada (1526), Juan Pérez Pobladura (1554) y Miguel Goñi (1564).
Desde 1585, Felipe II designaba a religiosos de la congregación cisterciense de Castilla como abades de la Oliva, siendo estos los que pusieron en marcha la reforma tras la decadente etapa anterior. En este cometido destacaron los abades Esteban Guerra (1585-1588), Francisco Suárez (1591-1595), Gaspar Gutiérrez (1596-1605), Bernardino de Agorreta (1605-1611) y Luis Aux de Armendáriz (desde 1613). 
Felipe II quiso romper la vinculación existente entre los cistercienses navarros con sus superiores franceses y, con este fin, quiso incorporarlos a la congregación cisterciense de Castilla creada en 1425. Sin embargo, los navarros prefirieron permanecer independientes. Incluso en 1609 el abad de La Oliva intenta formar una Congregación Navarra, pero sin éxito. Finalmente, el papa Pablo V, en 1616, optó por constituir una congregación aragonesa, a la que se sumaron en 1634 los cinco monasterios cistercienses navarros (Leyre, Iranzu, Fitero, Marcilla y La Oliva).

### Revolución francesa y Guerra contra la Convención
Por esos años fueron varios los clérigos franceses acogidos entre sus muros huyendo de la Revolución francesa. Uno de los más insignes religiosos fue el obispo de Bayona, José Esteban Pavée que falleció en el monasterio en noviembre de 1793, «bajo las gradas del presbiterio». Con ocasión de la restauración del siglo XX, sus restos serán recogidos por Onofre Larumbe dejando instrucciones para que colocara una lauda en el lugar, en el centro del crucero. Aunque la humedad y la erosión ha borrado la inscripción original, esta decía así:

«Prope hunc locum iacet domnus Stephanus Joseph Pavee de Vielle-vielle, episcopus baionensis, in Gallia, qui exul Patriae in hoc monasterio se recepit, et VI novembris MDCCXCIII obiit in Christo.»
«Cerca de este lugar se encuentra el Sr. Esteban José Pavée de Villevieille, obispo de Bayona, en Francia, quien se recibió como exiliado de su país en este monasterio, y murió en Cristo el 6 de noviembre de 1893.»

Sin embargo, los coletazos de la Guerra contra la Convención en Navarra (1793-1795) obligaron a convertir el monaterio en un hospital para atender a heridos y enfermos, y a habilitar un cementerio para enterrar a los fallecidos.

### Las vicisitudes delsigloXIX: Guerra de la Independencia
Supondrá el siglo XIX una época nefasta para el monasterio. Durante la etapa que duró la Guerra de la Independencia española (1808-1814) «el monasterio de La Oliva tuvo, a su pesar, un protagonismo sobresaliente» derivado de la circunstancia de que su entonces «abad del monasterio, Dom Pascual Belio, era el presidente de la Diputación del Reino de Navarra» por lo que, huyendo del acoso de las tropas napoleónicas, «tuvo que huir con otros miembros de la Diputación y sus familias y refugiarse en la granja que la abadía tenía en Cambrón (Sádaba, Zaragoza). Allí permanecieron más de 50 personas durante largo tiempo, sustentadas y protegidas por el monasterio.»
Su situación tan estratégica, en un encrucijada de caminos (la ruta de Tudela hacia Sangüesa y el Pirineo navarro y aragonés, por un lado, y la ruta de Ejea de los Caballeros hacia Olite, Tafalla y Pamplona, por el otro) servirá, a partir de 1808, dentro del contexto de la Guerra de la Independencia, como centro de avituallamiento bien de tropas francesas, bien de tropas españolas durante las fases iniciales de esta confrontación. 
En 1808 Pascual Belio se encontraba en Pamplona cuando la corporación foral optó por no someterse a los franceses y, por este motivo, se convirtió en objetivo del comandante de la tropa francesa, el coronel de caballería Charles Louis Constant d'Agoult (1790-1875). Este mandó saquear el monasterio, lo que se llevó a cabo en dos ocasiones: el 8 de septiembre y el 28 de noviembre. La comunidad quedó disuelta, dispersada por los pueblos cercanos de Navarra y Aragón, hasta que en 1814, con la vuelta de Fernando VII al trono, regresó al monasterio.

### El Trienio Liberal
En 1820, al comienzo del Trienio Liberal, se embargaron los bienes del monasterio y al año siguiente, en 1821, los monjes fueron exclaustrados. Regresaron en 1823, con la restaración del absolutismo, y «al monasterio le fueron devueltos los bienes incautados, tardó más en cobrar las pechas y diezmos del trienio pasado y fue recuperando la documentación que había ido a parar a la oficina del Crédito Público en Pamplona, encargándose el padre Gregorio Arizmendi en 1824 de recoger el archivo que desde 1821 estaba en dicha oficina, que afortunadamente se había salvado de la destrucción de las bombas de asedio.»

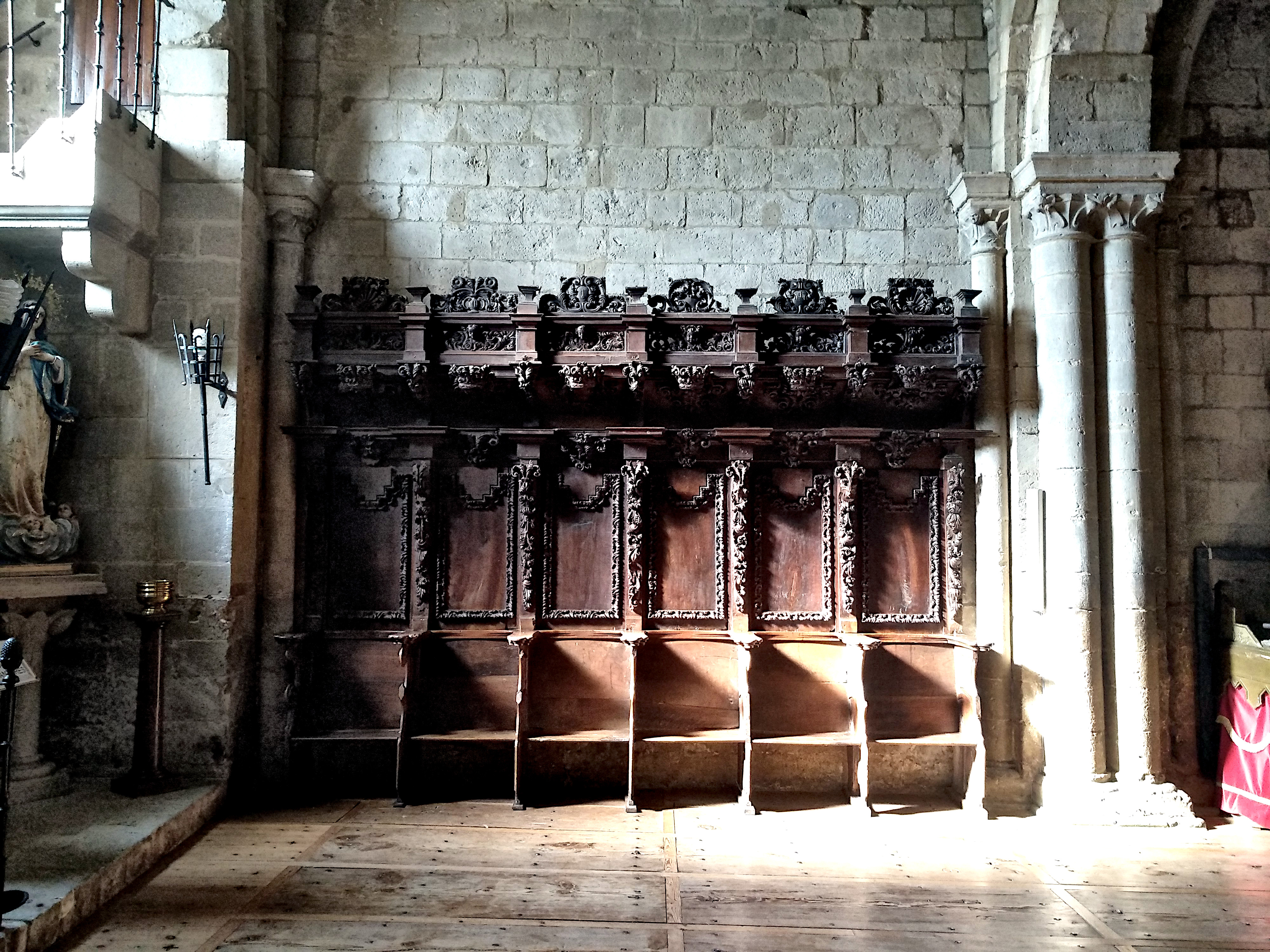
Sillería de coro desamortizada del monasterio de la Oliva ahora en la iglesia de San Pedro de Olite

### La desamortización definitiva y su deterioro
Como ya sucedió antes, la primera guerra carlista «agudizará las dificultades económicas del monasterio.» La zona de la Ribera estuvo bajo control liberal y, al amparo de la Desamortización de Mendizábal se decretó la expropiación de los bienes eclesiásticos, siendo este tercer exclaustramiento el definitivo: «el monasterio será ocupado militarmente el primero de octubre de 1835 por una columna de soldados cristinos, y sus diez sacerdotes, cuatro coristas y tres legos que lo ocupaban llevados a Tudela, donde recibirán el socorro de cinco reales de vellón diarios.»
La mayor parte del término del Coto o Campo Redondo, unas 300 hectáreas, fue vendida entre 1822 y 1835. Como ocurrió con el resto de abadía cistercienses, «situadas la mayoría en el medio rural, alejadas de las poblaciones, fueron presa de los rigores climáticos y de los expoliadores, facilitando su ruina y destrucción.» No fue diferente en este caso y, tras casi un siglo de abandono, el monasterio quedó arruinado, al mismo tiempo que la Iglesia abacial convertida en almacén. El extenso archivo y la abundante biblioteca incautados.
Mientras el archivo y objetos sagrados fueron custodiados por el cabildo catedralicio de Tudela, gran parte de las obras de arte religiosas y del mobiliario que se quedó fueron repartidos por distintas iglesias de Navarra. Por ejemplo, el retablo mayor fue llevado a Tafalla, la sillería acabó en Olite, el órgano en Lerín, etc.

### ElsigloXX: la restauración monástica
La actual comunidad de monjes trapenses es la continuadora, sin interrupción, de la comunidad de Santa Susana de Maella (Zaragoza), fundada el año 1796 por Dom Gerásimo de Alcántara, a instancias de Dom Agustín de Lestrange, restaurador de la Orden Cisterciense de la Estrecha Observancia. Fue esta la primera fundación trapense en España. Y aunque esta comunidad en 1835 tuvo que emigrar a Francia, donde siguió recibiendo miembros, regresó en 1880. Sin recursos económicos, durante unos años recorre diversos lugares de Cataluña, Baleares y Castilla buscando un emplazamiento. Finalmente, muy cerca de Perales del Río (Getafe), en La Aldehuela, se asentaron en 1889 dando lugar a la comunidad cisterciense conocida como la Trapa de la Val de San José de la Aldehuela. Durante casi 38 años fue creciendo en un entorno duro y adverso hasta el año 1927 que se adopta la decisión de abandonar el lugar, repartiéndose la comunidad entre dos monasterios: San Isidro de Dueñas, en Venta de Baños (Palencia) y Santa María de la Oliva, en Carcastillo (Navarra).
Durante el capítulo general de la O.C.S.O., celebrado en Citeaux en 1926, se recibió una carta del sacerdote Onofre Larumbe «solicitando al claustro que alguna comunidad se hiciese cargo del antiguo monasterio de Santa María la Real de la Oliva» acordando el capítulo atender la solicitud dejando encomendado «al prior del Val de San José las gestiones oportunas para su adquisición y el traslado de la comunidad.»
El 17 de noviembre de 1926 el Ayuntamiento de Carcastillo adquirió la finca, con sus tierras anejas, que habían sido puestas a la venta pública por la "Unión de acreedores de La Agrícola". En la subasta celebrada ese día se pagó la suma de 1.600.000 pesetas. El propósito de la compra municipal fue «conceder todas las edificaciones del monasterio a los Padres Cistercienses, para que establezcan en él una Comunidad.»
En 1927, a instancias de la Diputación Foral de Navarra y, más concretamente, de la Comisión de Monumentos Históricos y Artísticos de Navarra presidida por Onofre Larumbe, esta comunidad tomó posesión del monasterio. Larumbe dedicó su vida y dinero a la restauración de La Oliva. La Institución Príncipe de Viana, que sucedió a la Comisión de Monumentos, continuó la tarea de restaurar el conjunto monástico. 
En 1948 fue elevada La Oliva al rango de Abadía, siendo su primer abad de esta nueva era fue José Olmedo (1948-1957). De esta manera comenzó una nueva etapa de la vida monástica, con la restauración del templo y el claustro, la construcción de la residencia de los monjes, y la adaptación del palacio abacial en hospedería.

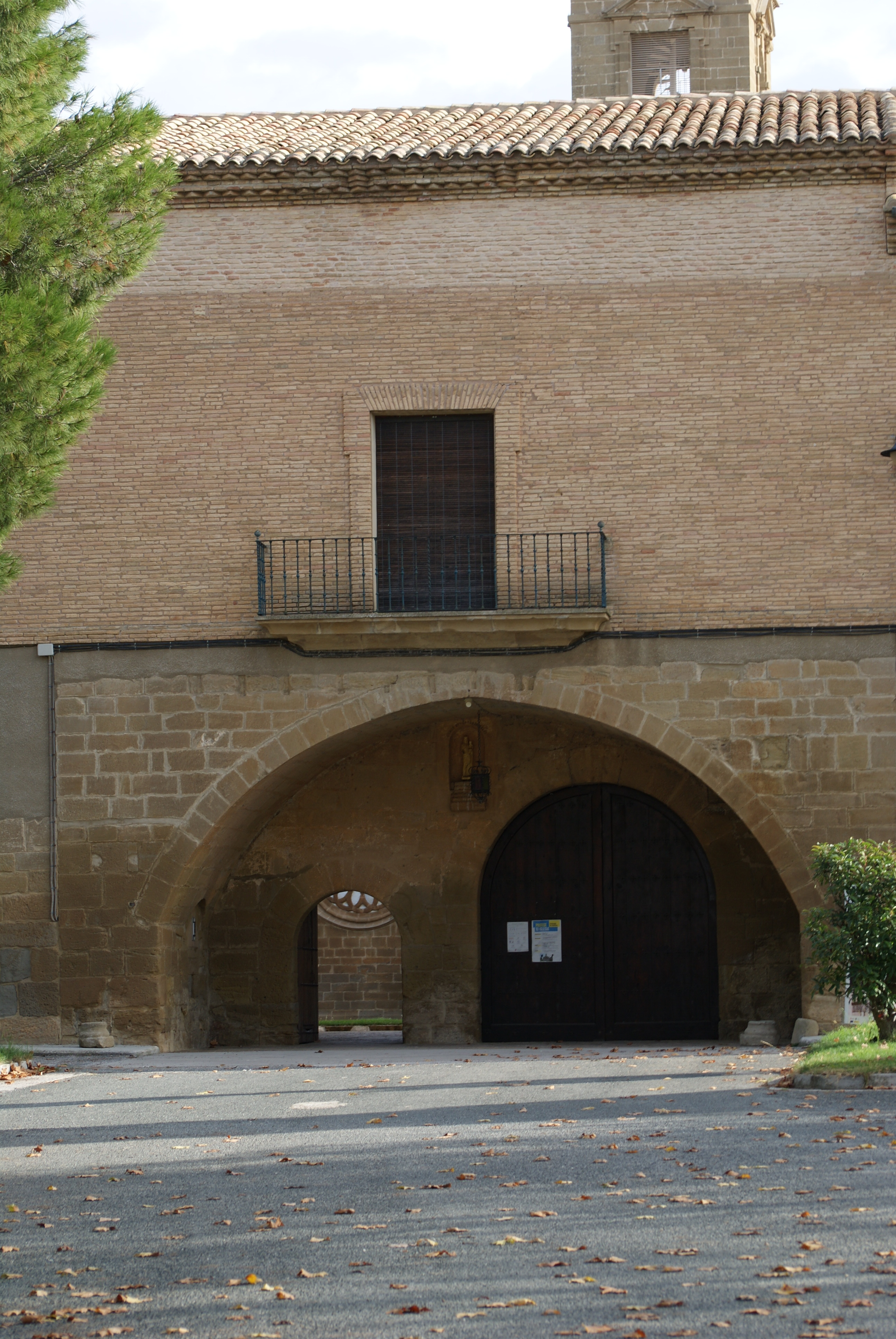
Monasterio de la Oliva - Acceso al conjunto abacial

## Arte y arquitectura
Este enclave religioso ha sido objeto de atención de numerosos estudiosos del arte y la arquitectura apareciendo ya en descripciones realizada durante el siglo XIX y XX. Pedro Madrazo fue de los primeros que deja una referencia en su obra España. Sus monumentos y artes, dedicado a Navarra y Logroño donde recoge noticias históricas y aporta imágenes de la época (Barcelona, 1886, tomo III, pp. 310-332). También aparece en el Boletín de la Sociedad Española de Excursiones, así como en trabajos de autores coetáneos y posteriores como Julio Altadill, Juan Iturralde y Suit, Onofre Larumbe o Tomás Biurrun, entre otros.
Al igual que sucede con otros centros monásticos, el monasterio de la Oliva es una obra representativa del período y su influencia se deja notar en numerosas inglesias parroquiales de su entorno, en Carcastillo, Mélida o Santacara.

### El conjunto monacal: fachada
La fachada occidental del conjunto, en la entrada al monasterio, se articula con un gran arco apuntado que alberga dos puertas en arco de medio punto de distinto tamaño, la pequeña para el acceso de personas y la grande antiguamente usada para el acceso de carros y caballerías. Entre ambas portadas una pequeña hornacina con una imagen de la Virgen y una leyenda escrita que dice: "DOMUS DEI ET PORTA COELI" (Casa de Dios y Puerta del Cielo).
El mismo arco visto desde extramuros es apuntado, desde intramuros se muestra un arco carpanel. Ante este se abre una gran plaza diáfana, de forma rectangular irregular, cerrada por la línea de edificaciones meridionales (donde se ubica la actual hospedería) y abierta a un segundo jardín en la parte septentrional que antaño era el terreno sobre el que se levantaban distintas dependencias. Frente a la entrada en el lado oriental, se muestra la fachada principal de la iglesia abacial.

### Iglesia abacial
La estructuración de la iglesia abacial muestra en su interior «una variante del tipo más frecuente entre las abaciales cistercienses, puesto que consta de tres naves, largo transepto (de la misma anchura que la nave principal) y cinco capillas paralelas, siendo la central mayor (más alta, más ancha y más profunda) y de remate semicircular, mientras las laterales disponen remate recto.» Alcanza la nave central una longitud rondando los 74 m, con una altura de unos 18 m., mientras que el transepto de unos 37 m. Respecto a las cinco capillas de la cabecera, donde las capillas laterales presentan un testero recto, es una disposición habitual en abadía similares cistercienses, empezando por «la abadía madre de La Oliva, Scala Dei.»

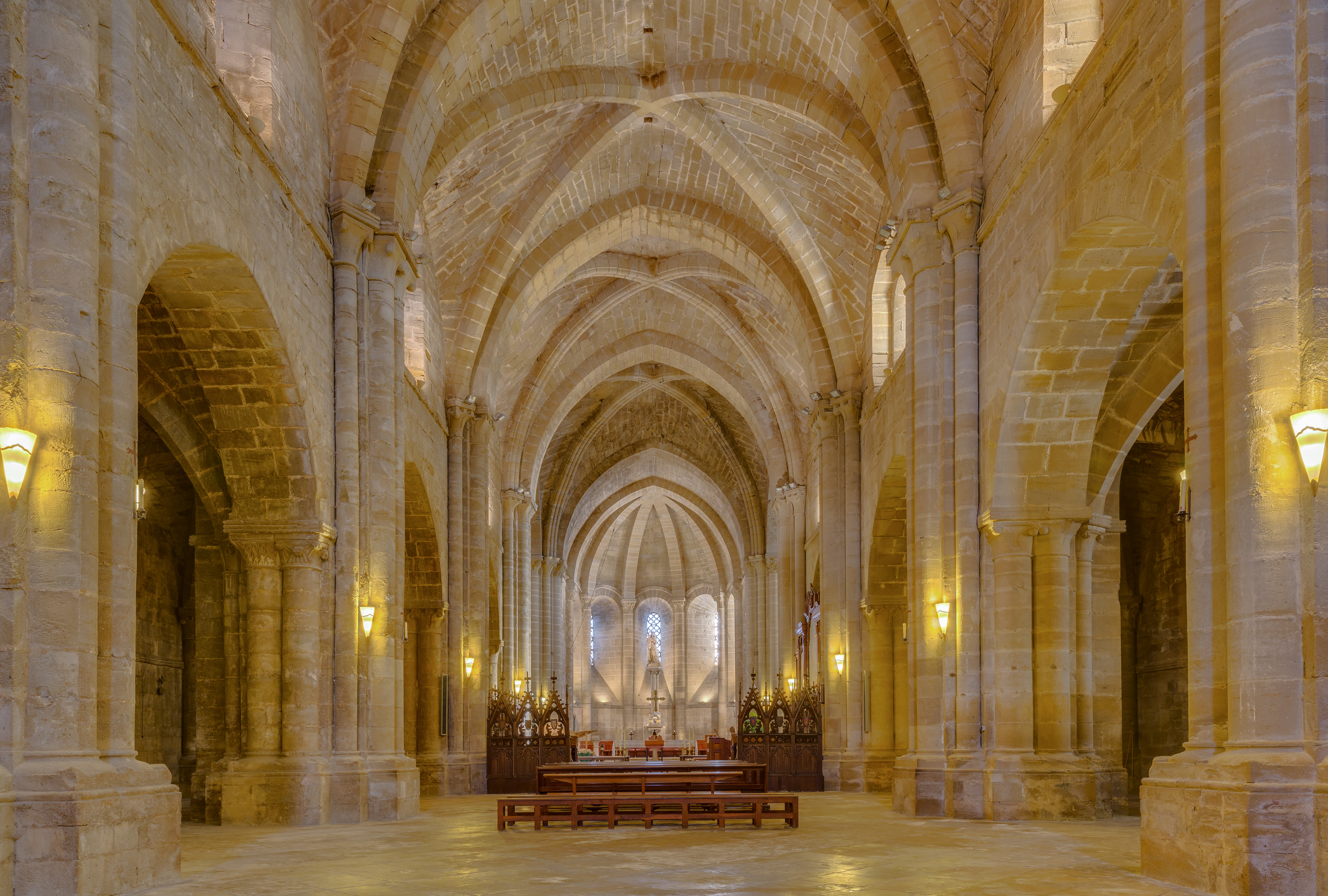
Vista de conjunto del interior de la iglesia abacial
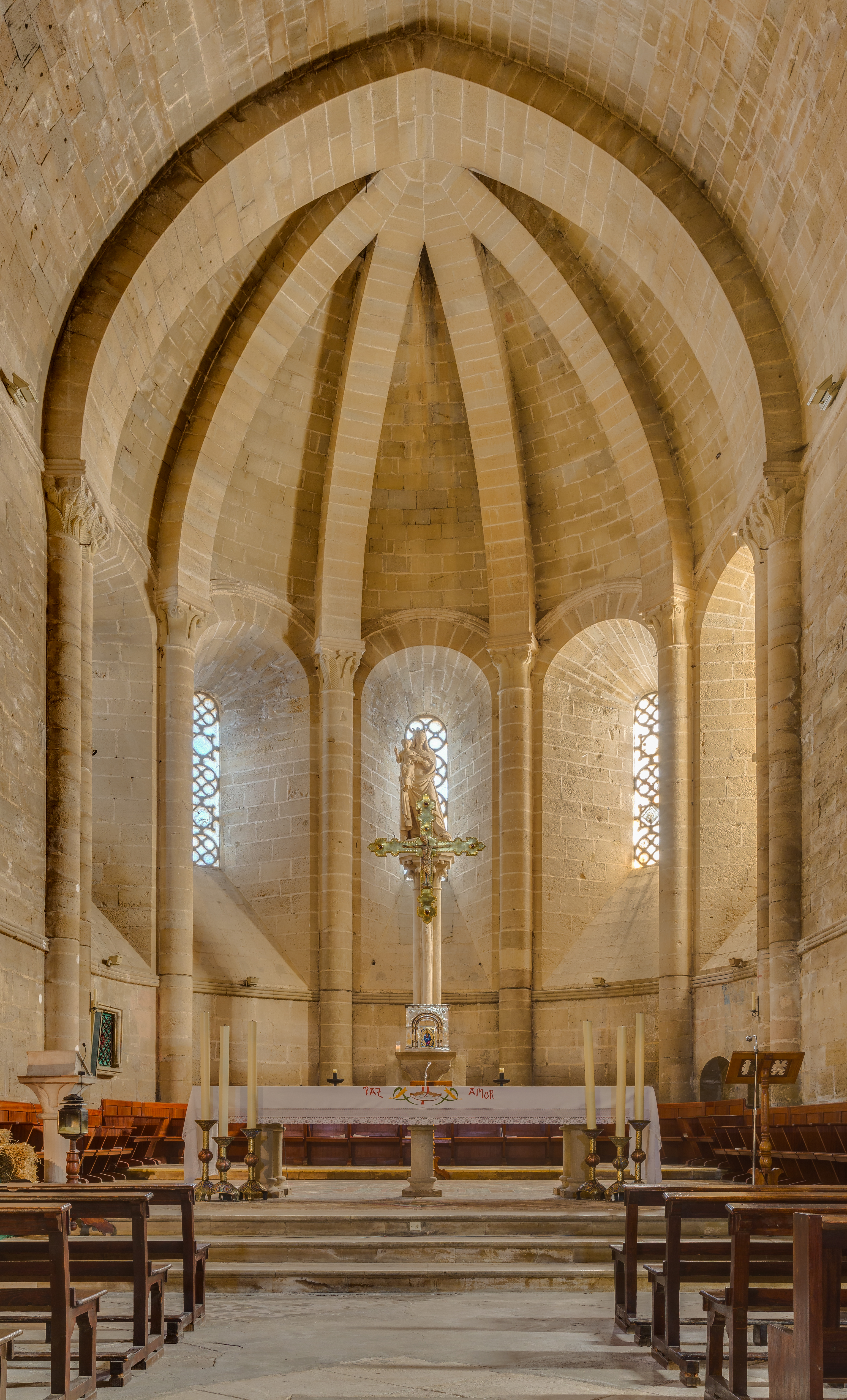
Ábside central, con el Crucifijo y la imagen de Santa María la Real.
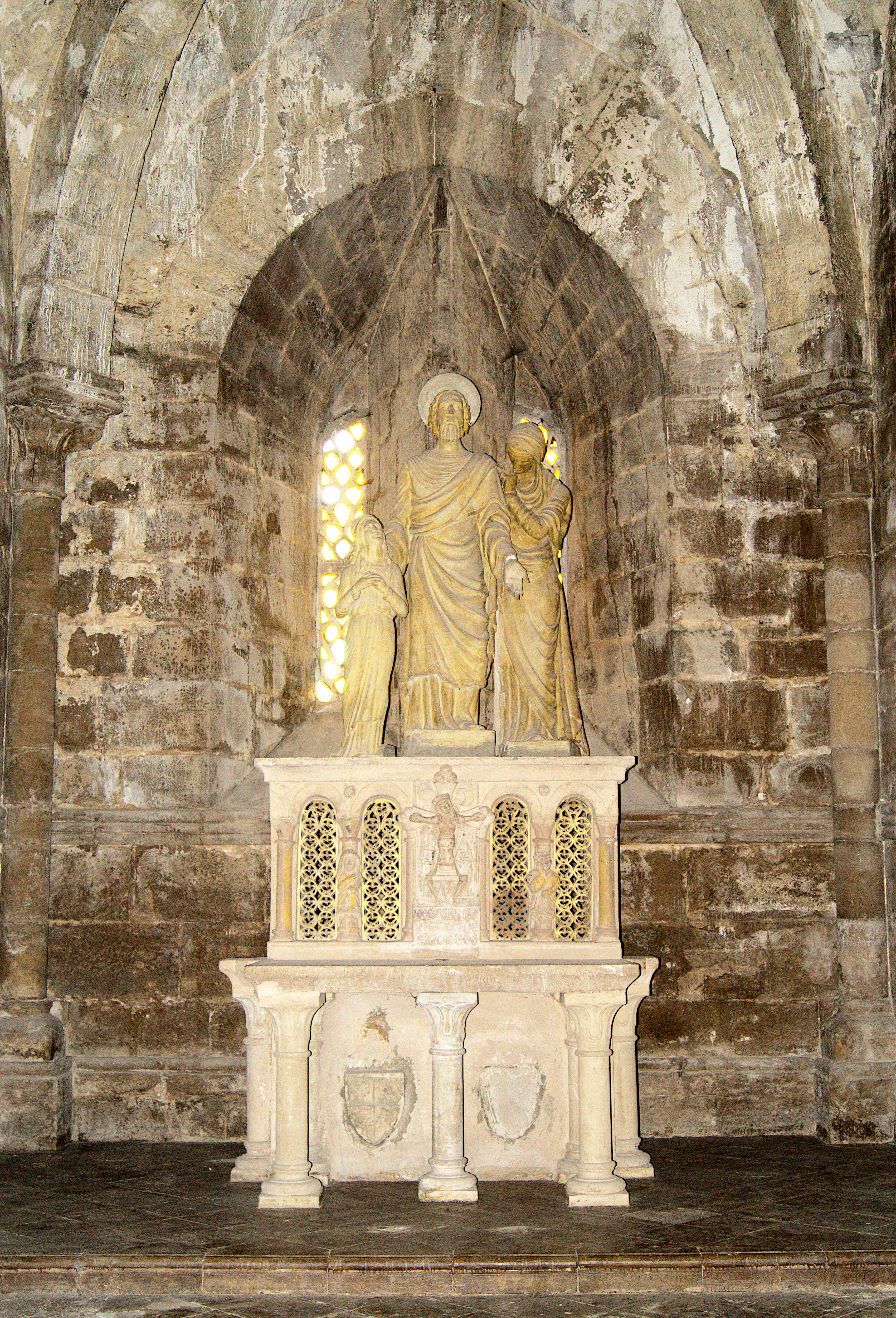
Antigua capilla de San Joaquín, Santa Ana y la Virgen Niña (1933-2023), con escultura de Ramón Arcaya.
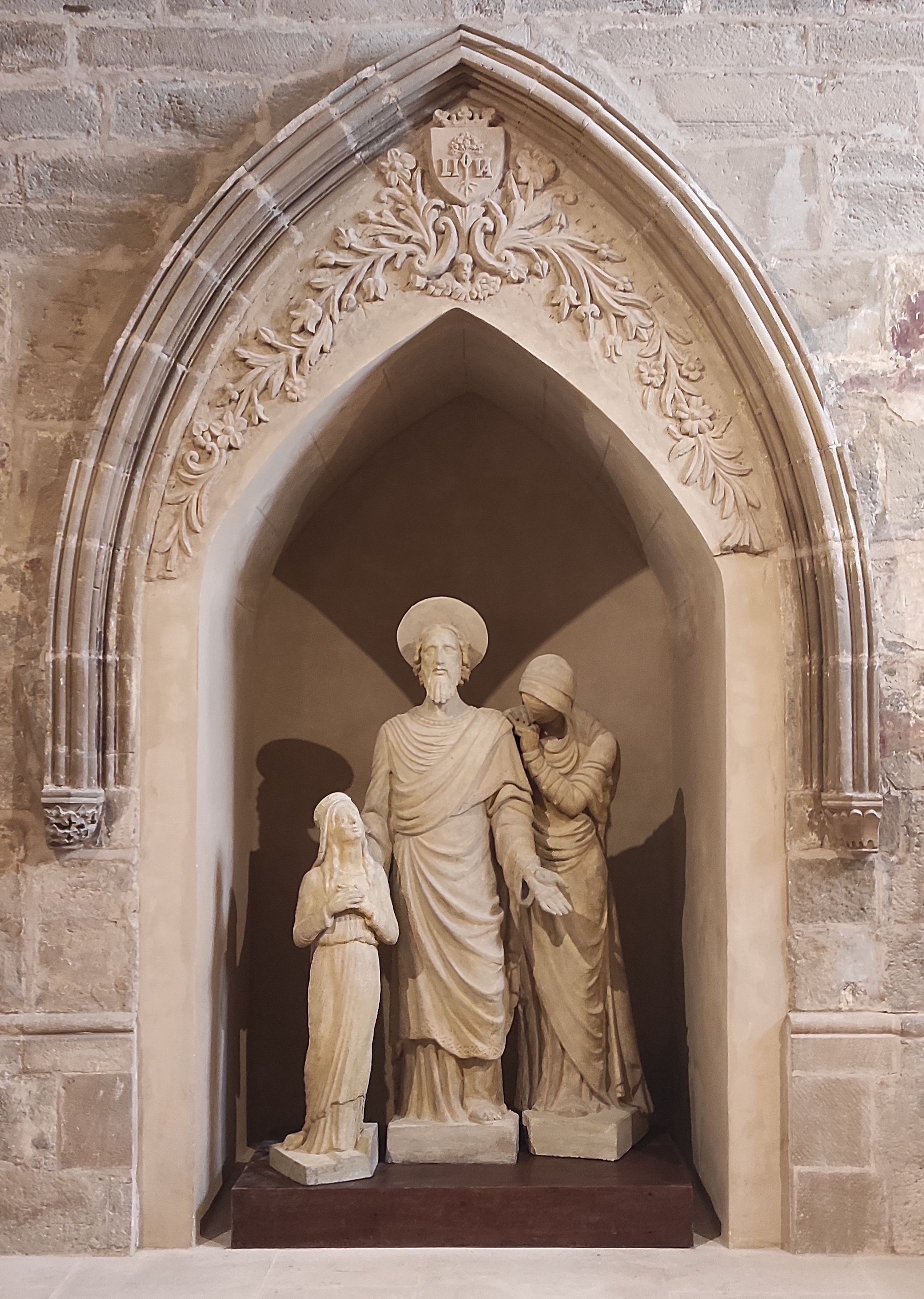
Nueva ubicación del conjunto escultórico de San Joaquín, Santa Ana y la Virgen Niña (1933).
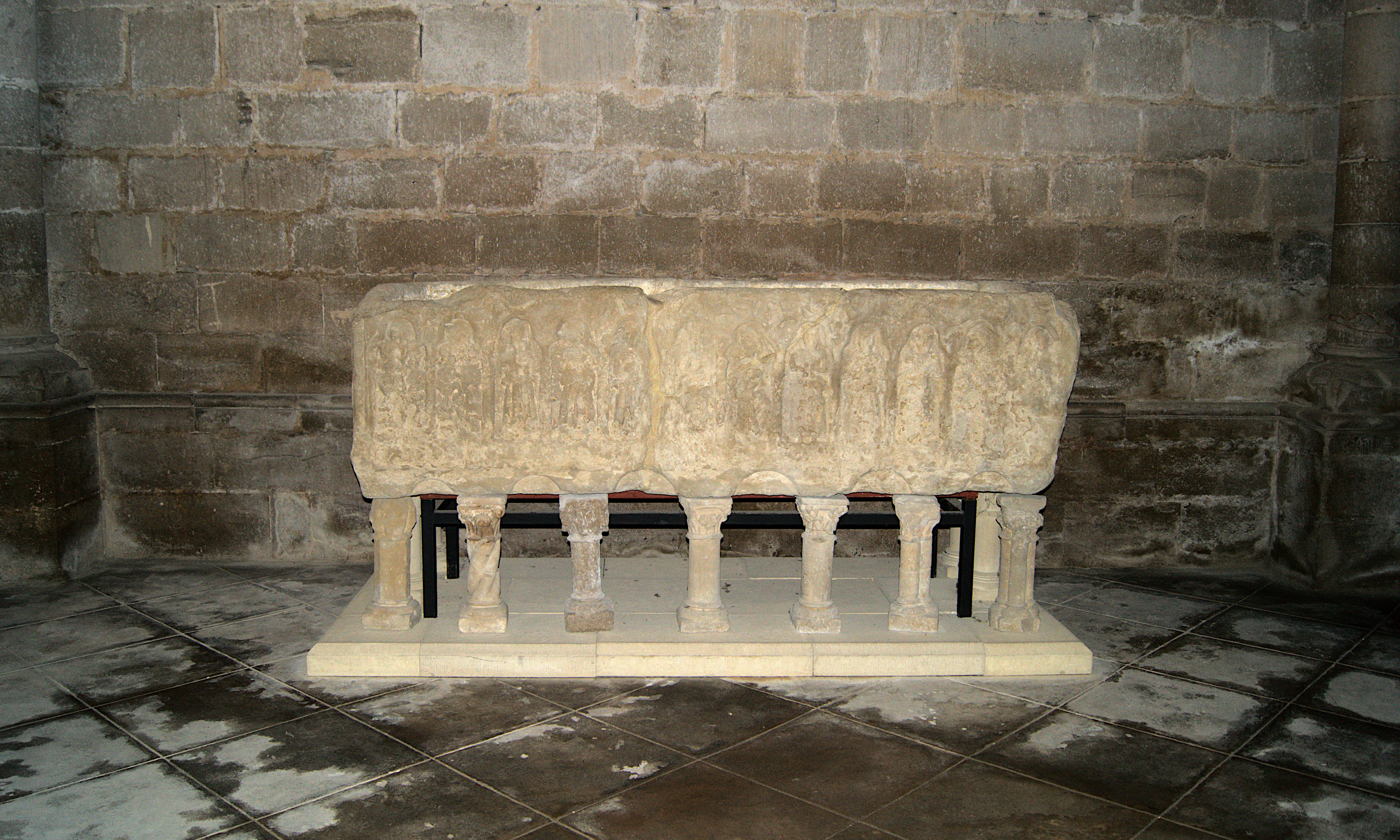
Sepulcro supuestamente labrado para enterrar a Sancho VII el Fuerte, mecenas del monasterio.
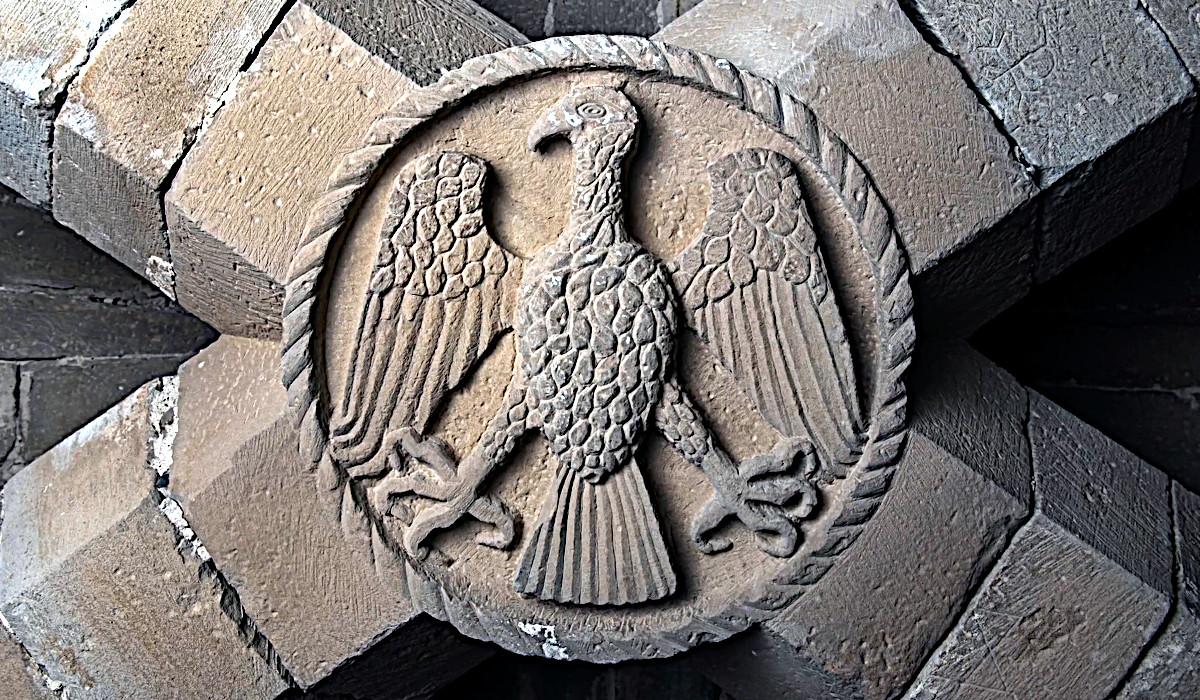
Clave con el emblema personal de Sancho el Fuerte en el penúltimo tramo de la nave central

#### Fachada de la iglesia
La monumental fachada de esta iglesia del Monasterio de la Oliva es el resultado de la incorporación de diferentes elementos en otras tantas épocas que van desde el siglo XIII hasta el XVII. Se organiza en tres grandes cuerpos, los laterales correspondientes a las naves laterales con grandes rosetones practicados hacia 1300 y el gran paramento central en forma de gran nichal apuntado que cobija una portada gótica datable hacia 1300. Esta última tiene la típica estructura abocinada levemente apuntada con arquivoltas baquetonadas. En los remates de las jambas aparecen las figuras de dos abades, uno con la cruz de Calatrava que se podría identificar con una las primeras representaciones del fundador de la Orden Militar de Calatrava, San Raimundo de Fitero. En el gran tímpano tan solo aparece el Crismón con el Agnus Dei. 

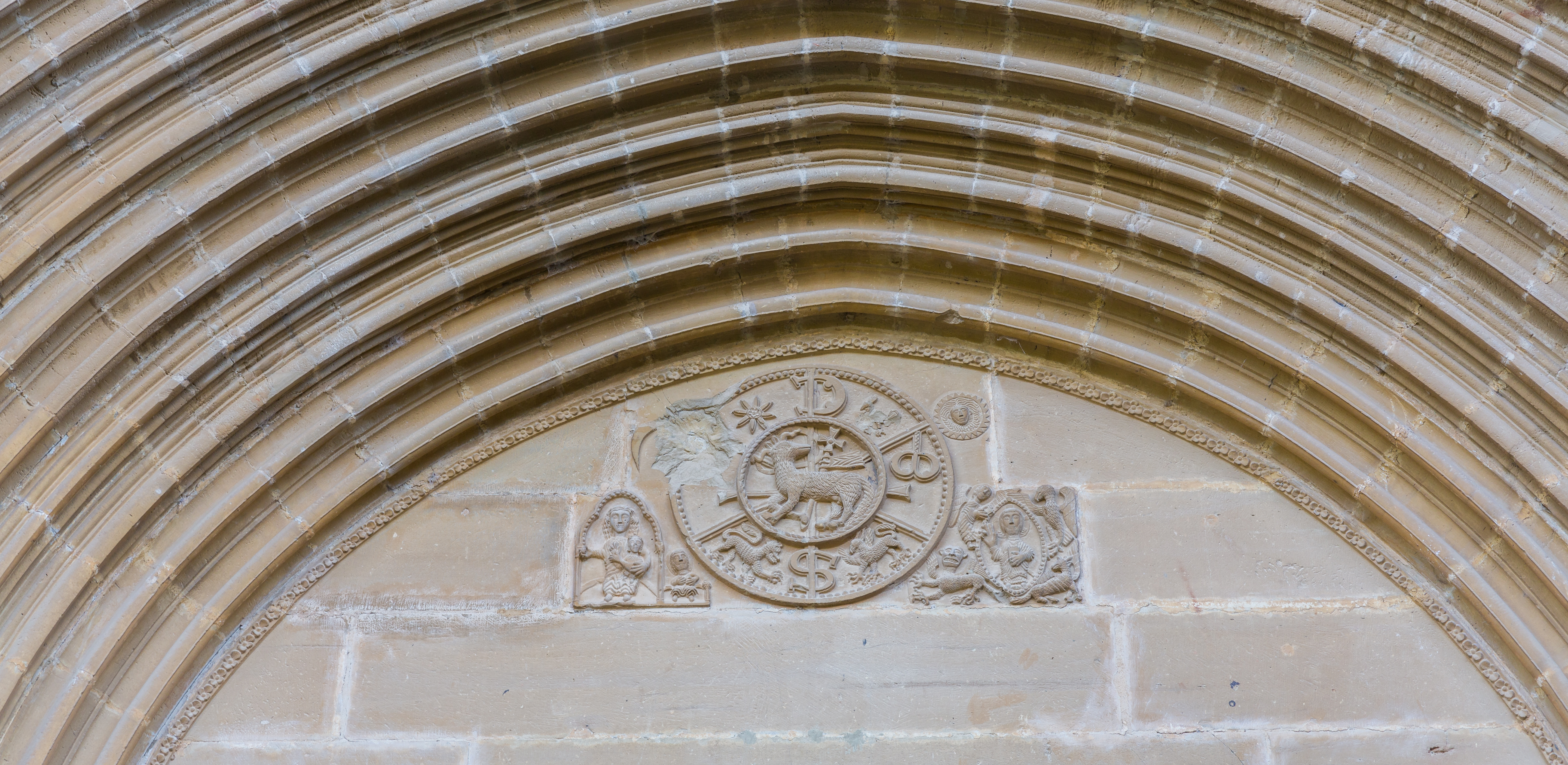
Tímpano con crismón representando un Agnus Dei.
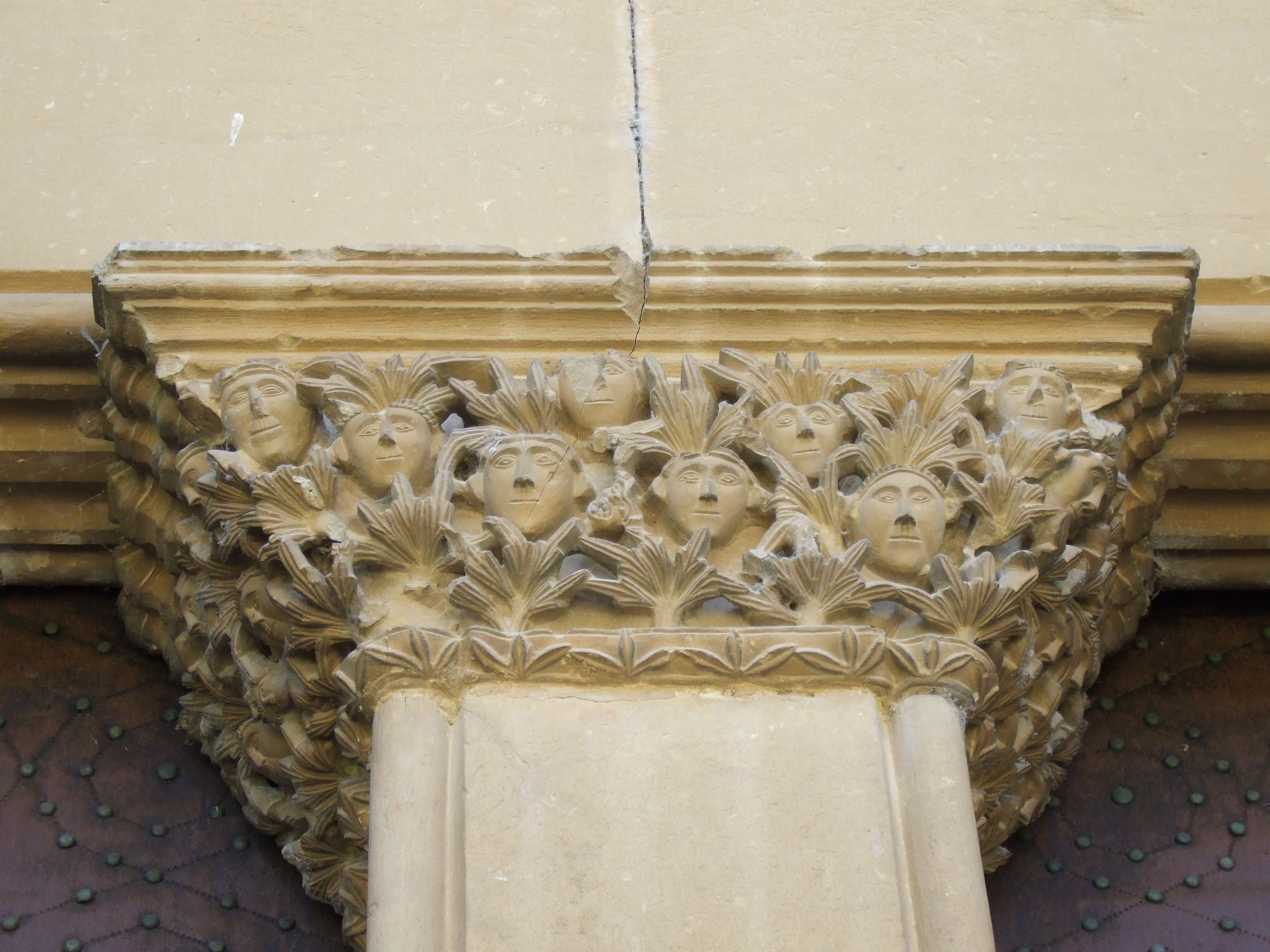
Capitel central con las "Caras de monjes floreciendo entre la vegetación".
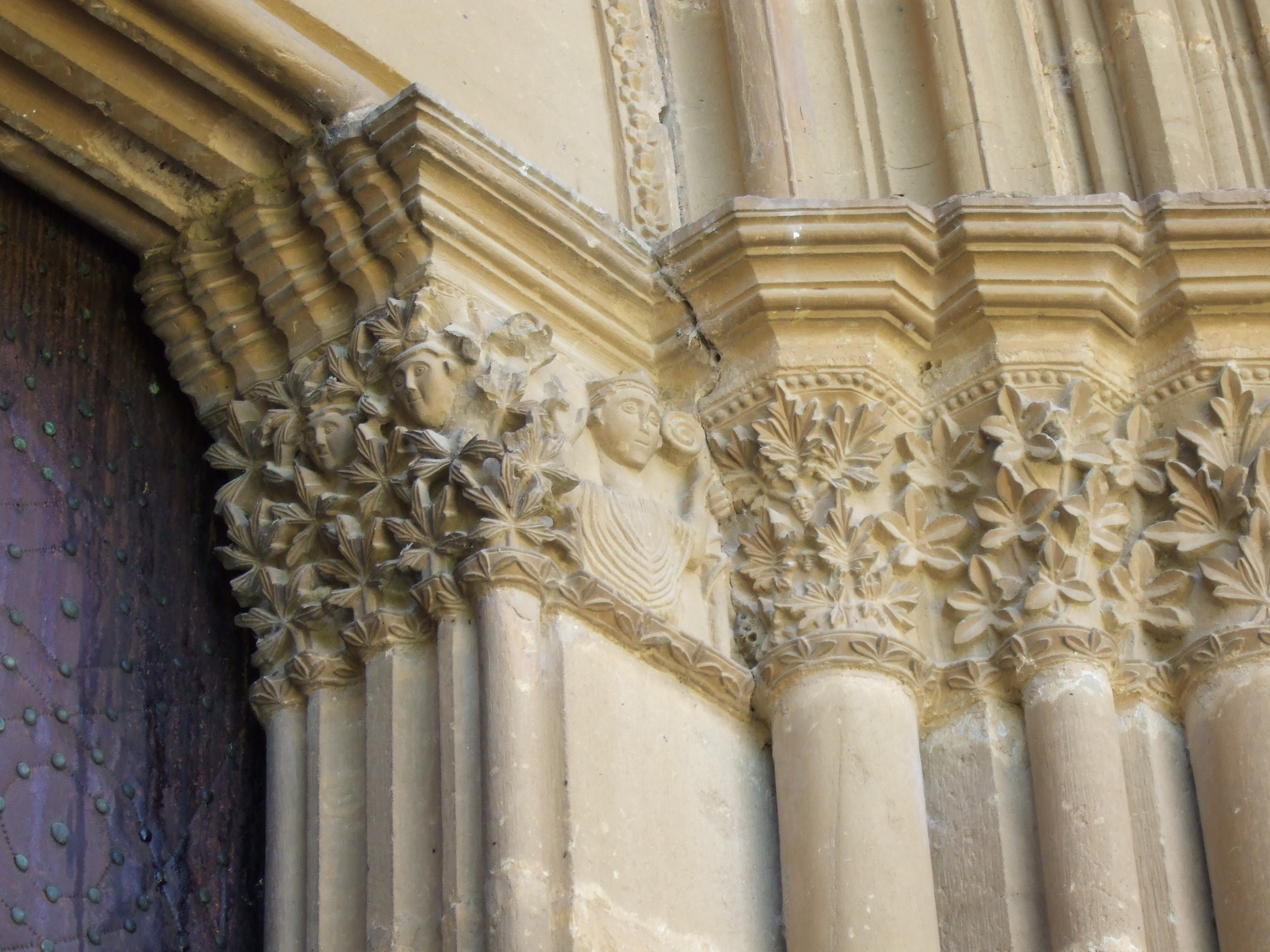
Detalle Capiteles y jamba. Imagen bien de San Raimundo de Fitero, bien de San Bernardo de Claraval.
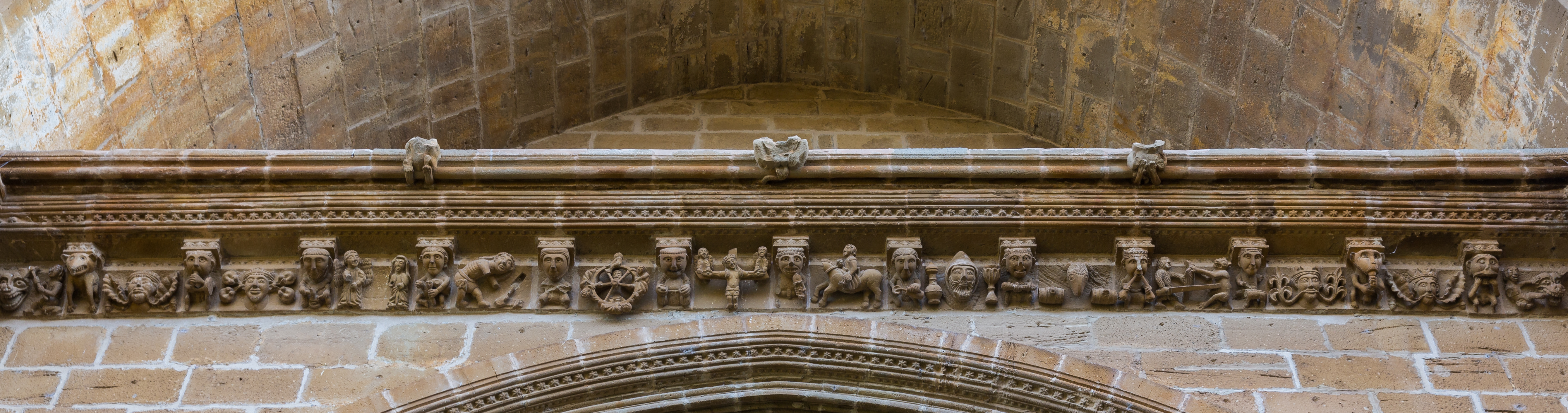
Ménsula del pórtico con diversos canecillos religiosos y profanos donde muestra un crucificado ligeramente desplazado hacia la derecha del eje central y destaca a su derecha una rueda de la fortuna.

#### Torre
Todo el conjunto cambió totalmente de aspecto cuando entre 1639 y 1640 el maestro francés Juan de Treu levantó el actual coronamiento con la gran torre prismática. Sus galerías están cubiertas por bóvedas de crucería, con nervios curvos unidos por claves decoradas. Adosado también a la iglesia, se encuentra el palacio abacial, edificado en el siglo XVI y reformado en el XVIII.

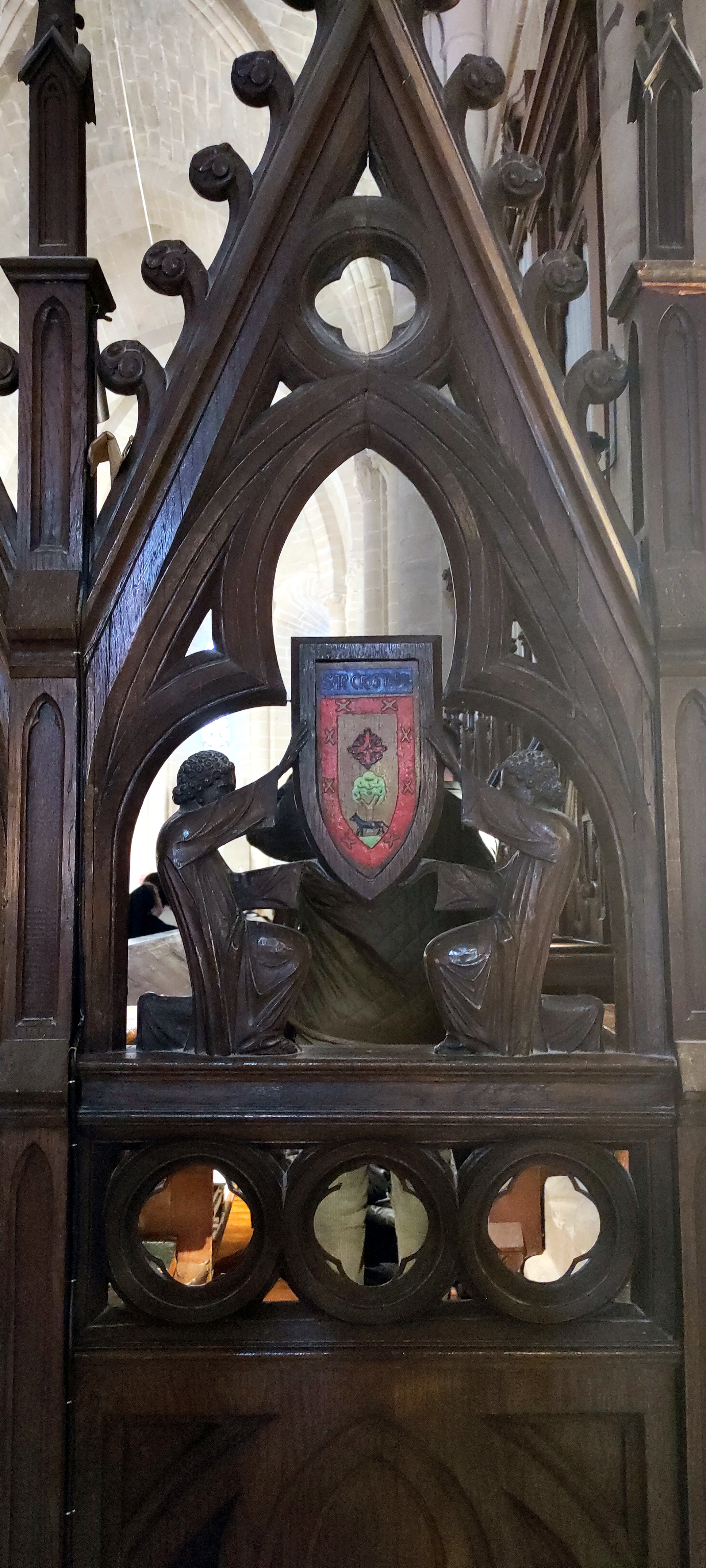
Detalle dorsal de la sillería actual del Monasterio de la Oliva

### Sacristía nueva
De planta cuadrangular, está adosada en el lado de la epístola y fue mandada construir por el abad Gaspar Gutiérrez. 
En el exterior presenta una puerta de acceso de estilo clásico con un frontón triangular que se apoya sobre un arquitrabe de metopas y triglifos. Las dos hojas de la puerta, de madera, están divididas en seis panales (tres en cada hoja) donde se han tallado bajorrelieves narrando diferentes episodios de la vida de San Bernardo de Claraval. Estas puertas se trajeron de la Val de San José de la Aldehuela (Perales del Río, Getafe) y fueron esculpidas allá por fray Vicente Anaya Vicens.
En el interior, está cubierta por una falsa cúpula realizada con ladrillo y mampostería donde aún se conservan restos de la pintura manierista ejecutados en el siglo XVIII, y en estado muy deteriorado, donde aún se distinguen figuras de ángeles y jarrones. La estancia se ilumina con dos ventanales rectangulares.

### Sillería nueva y sillería antigua
La actual sillería del coro instalada en mitad de la nave central de la iglesia abacial «fue elaborada en los talleres de los padres Salesianos de Pamplona. Los motivos heráldicos dibujados en los respaldos altos o doseles de los estalos superiores se corresponden a las armas de los respectivos benefactores que contribuyeron a sufragar el proyecto.» Previamente Onofre Larumbre Pérez de Muniáin, había consultado con la Real Academia de la Historia sobre la conveniencia de instalar una sillería de nueva factura, según consta en un expediente específico ("Sillería coral del Monasterio de Santa María de la Oliva"), aunque finalmente optó por hacerlo en contra del criterio de la Academia que recomendaba buscar alguna antigüedad lo más cercana a las fechas medievales de construcción del conjunto monástico.
La distribución de los escaños, a ambos lados de la nave central, se hace en forma de L en la fila superior (11+3) mientras la inferior se compone de 10, salvo en el lado de la epístola donde el órgano ocupa doble plaza quedando disponibles 8. En conjunto, 46 plazas.

### Capilla de San Jesucristo
En la parte nordeste del conjunto, frente al ábside de la iglesia, muy cerca del camposanto, y en un lugar hoy utilizado como huerta del monasterio, hallamos la capilla de San Jesucristo, la parte más antigua de todo el monasterio. Realmente según la tradición de la comunidad cisterciense, fue la primera iglesia levantada en todo el conjunto monástico, construida poco después de 1149 e, inicialmente, dedicada a Santa María aunque cambió su advocación al levantarse la actual iglesia abacial. Su actual nombre parece estar vinculado al «culto a una imagen del Crucificado» existente en su interior.
Es una construcción de nave única, planta rectangular (8,30 x 5,20 m), en un solo tramo cubierta con una bóveda de cañón, y rematada en una cabecera poligonal de cinco paños que al exterior presentan contrafuertes en los muros, de 115 cm de ancho, sobre los que se sostiene un sencillo alero con modillones lisos, mientras en el interior los planos se separan con columnas adosadas a pilares ligeramente salientes. Sirven los capiteles de estos pilares de punto de apoyo de los cuatro arcos fajones convergentes.
Esta estructura, con todo, ha sido objeto de intesas restauraciones, amén de haber estado semienterrada durante mucho tiempo (formando «una especie de cripta») y servir de cantera de piedra al reutilizarse muchos de sus materiales.
Probablemente, según demuestran algunos historiadores del arte, se levantó como capilla de la enfermería en una fecha anterior, pero cercana, a 1232, ya que parece fuera de duda que, por su diseño así como las marcas de canteros, hay que situar su construcción en fecha posterior «de la panda del capítulo y antes del refectorio, cocina y portería.» Su consagración se registró el 6 de septiembre de 1232 al mismo tiempo que se consagró la iglesia parroquial de Carcastillo y en presencia de siete obispos «que allí habían concurrido volviendo de un Concilio juntos por este camino».
 

El follaje estilizado en la decoración de los capiteles es de la misma for que la sala capitular, mientras que «sus estructuras sirvieron de modelo para la cabecera del gran templo abacial, que viene a ser una réplica casi exacta, trabajando en las dos fábricas los mismos canteros, tal y como se desprende de las marcas que aparecen en ambas.»

Capilla de San Jesucristo y cementerio
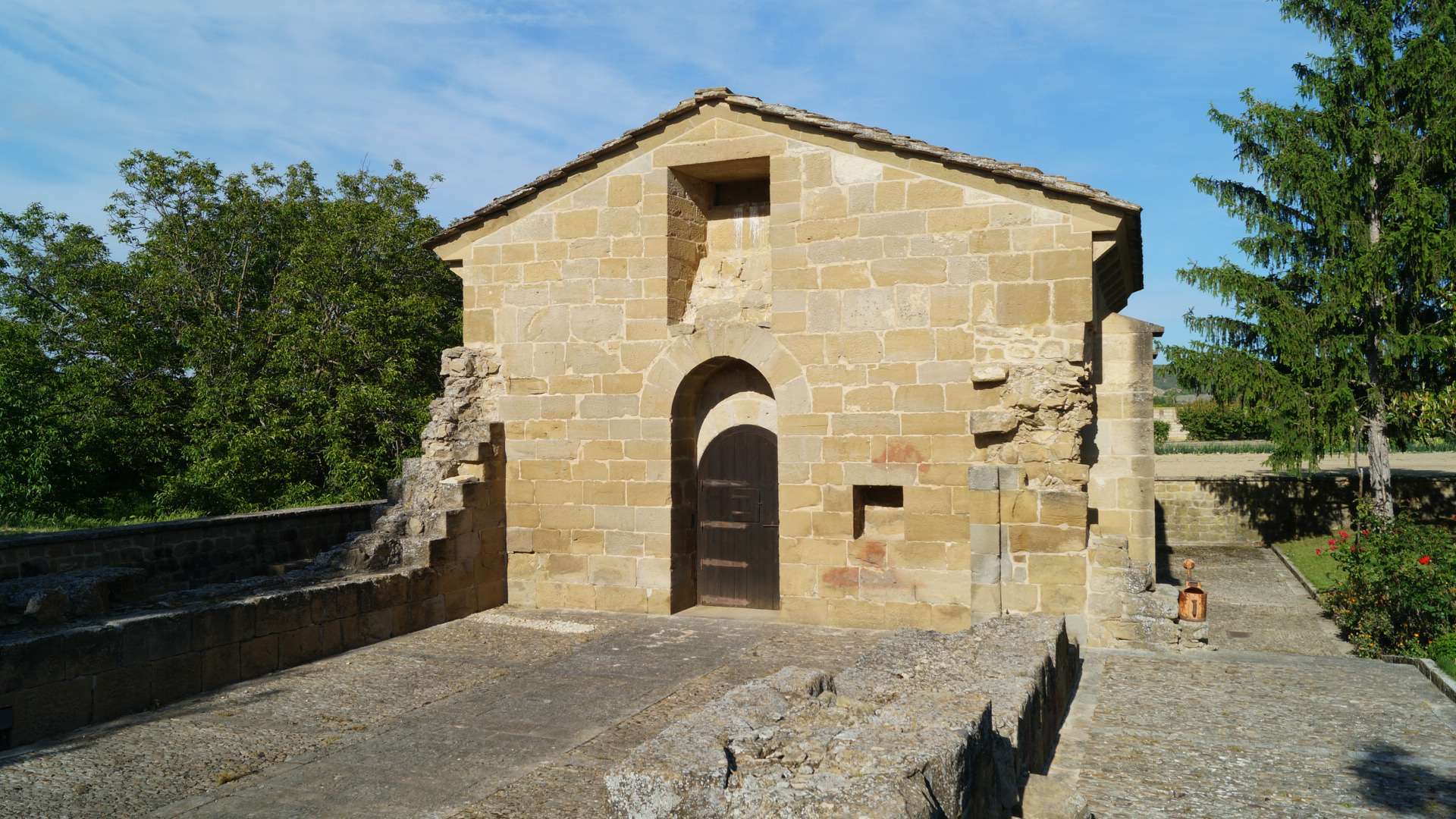
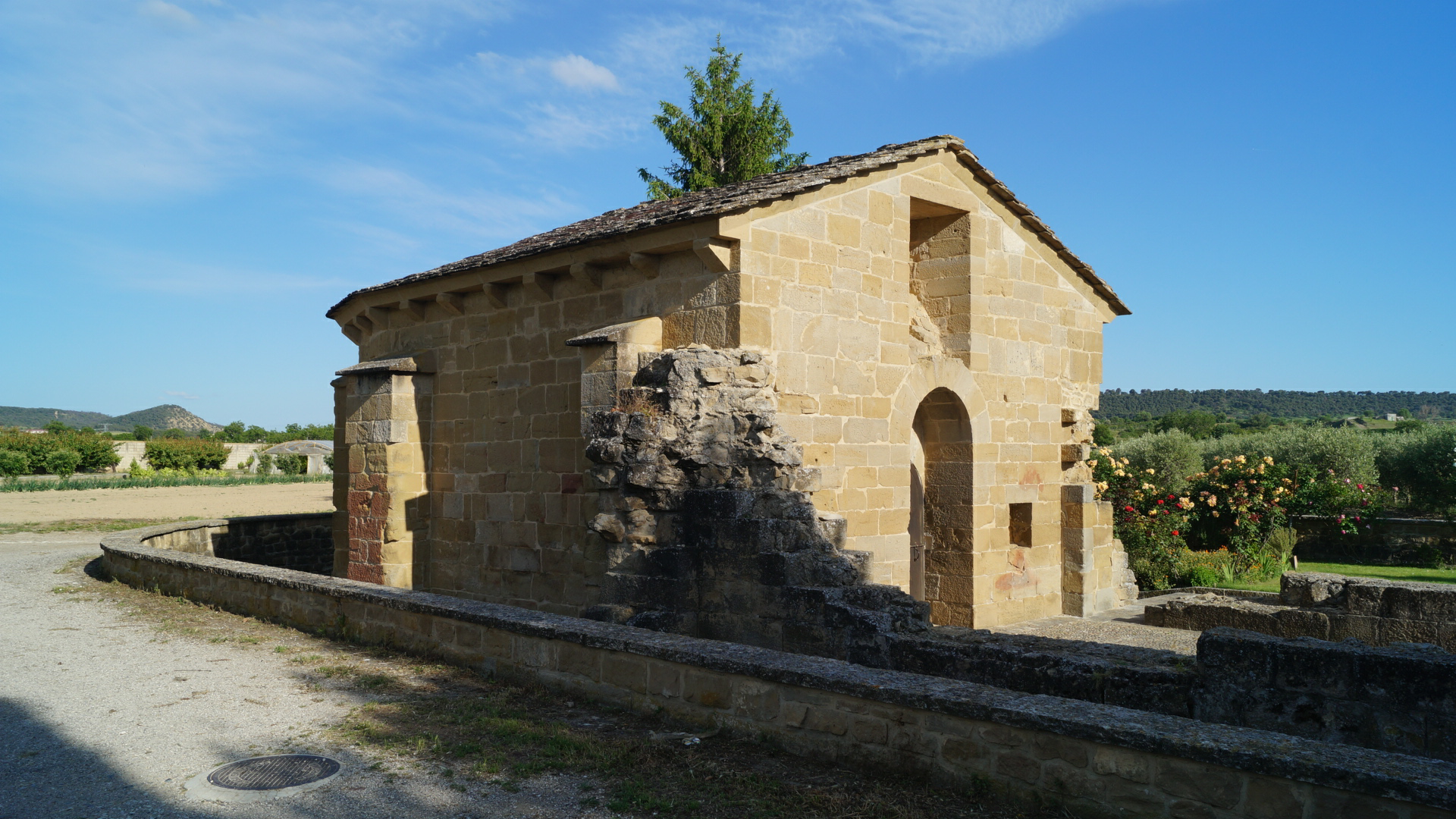
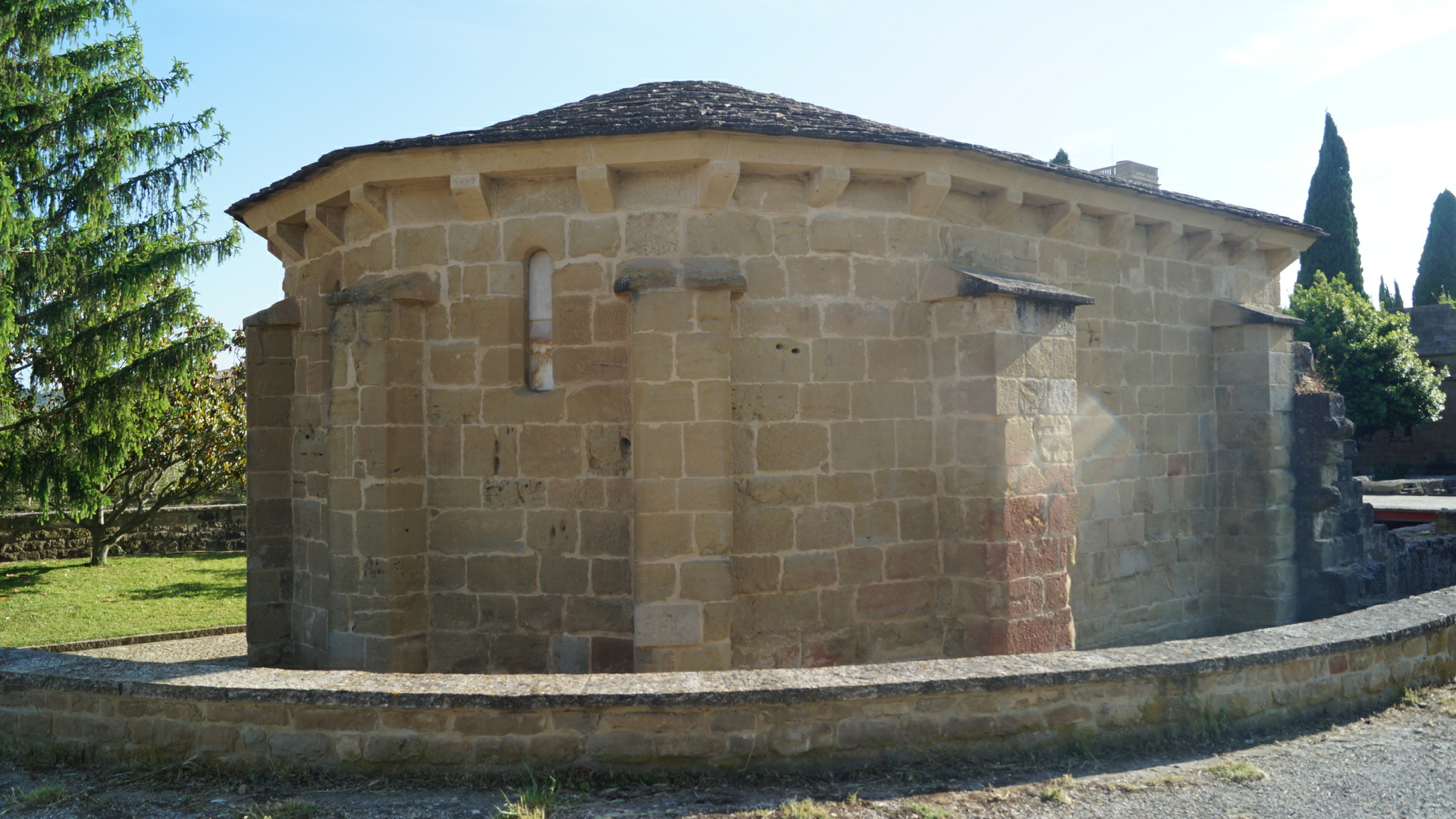
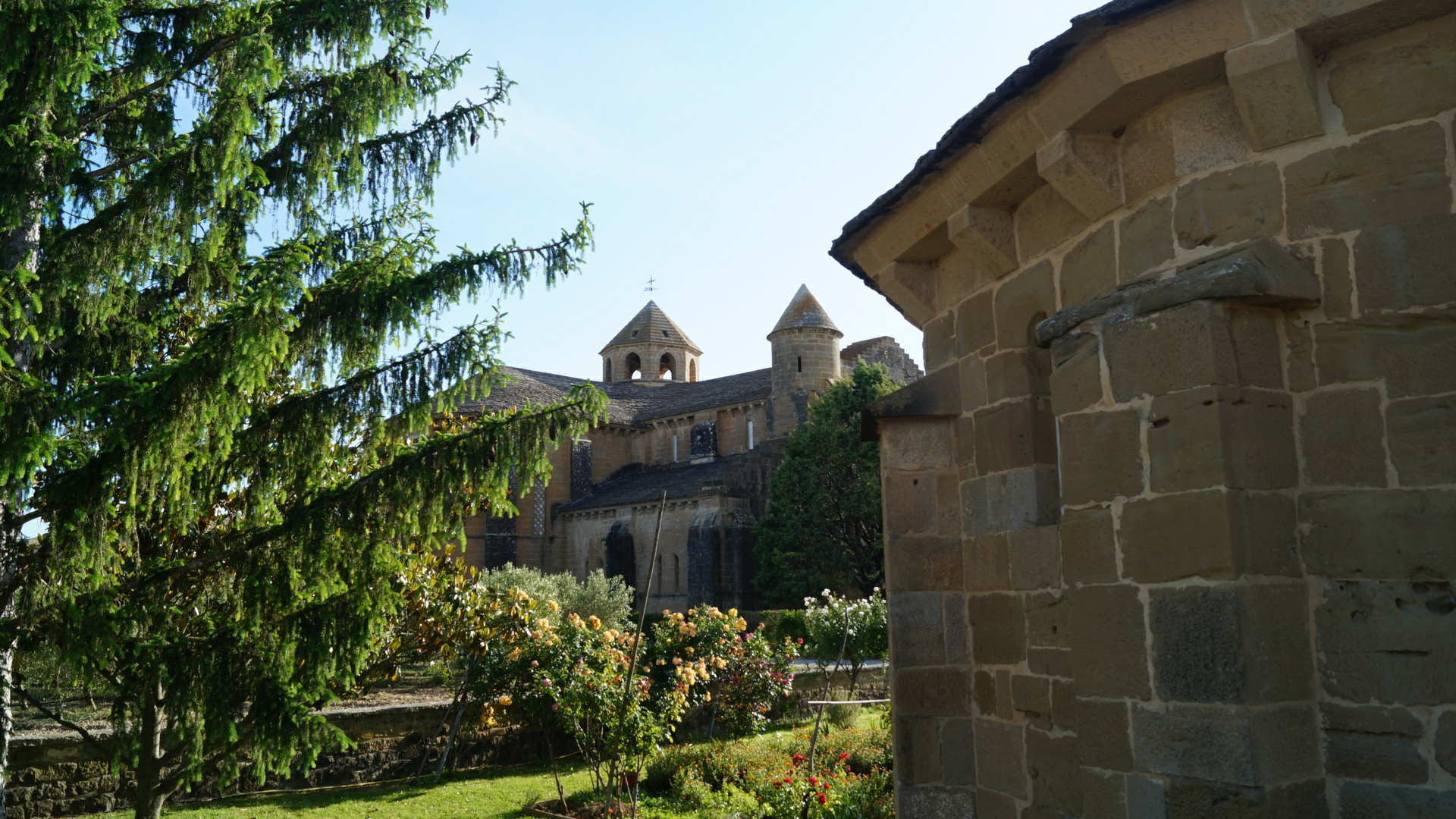
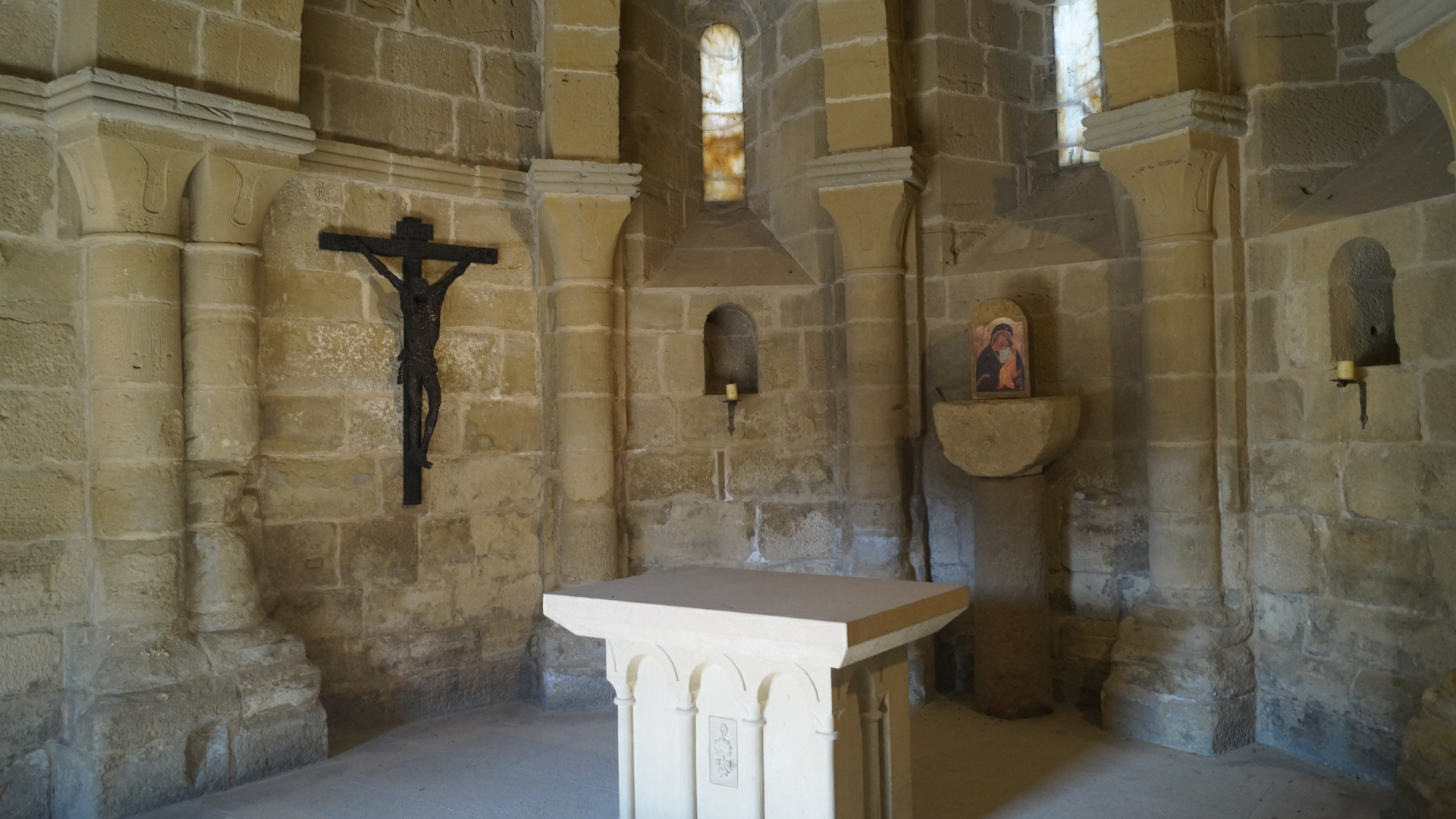
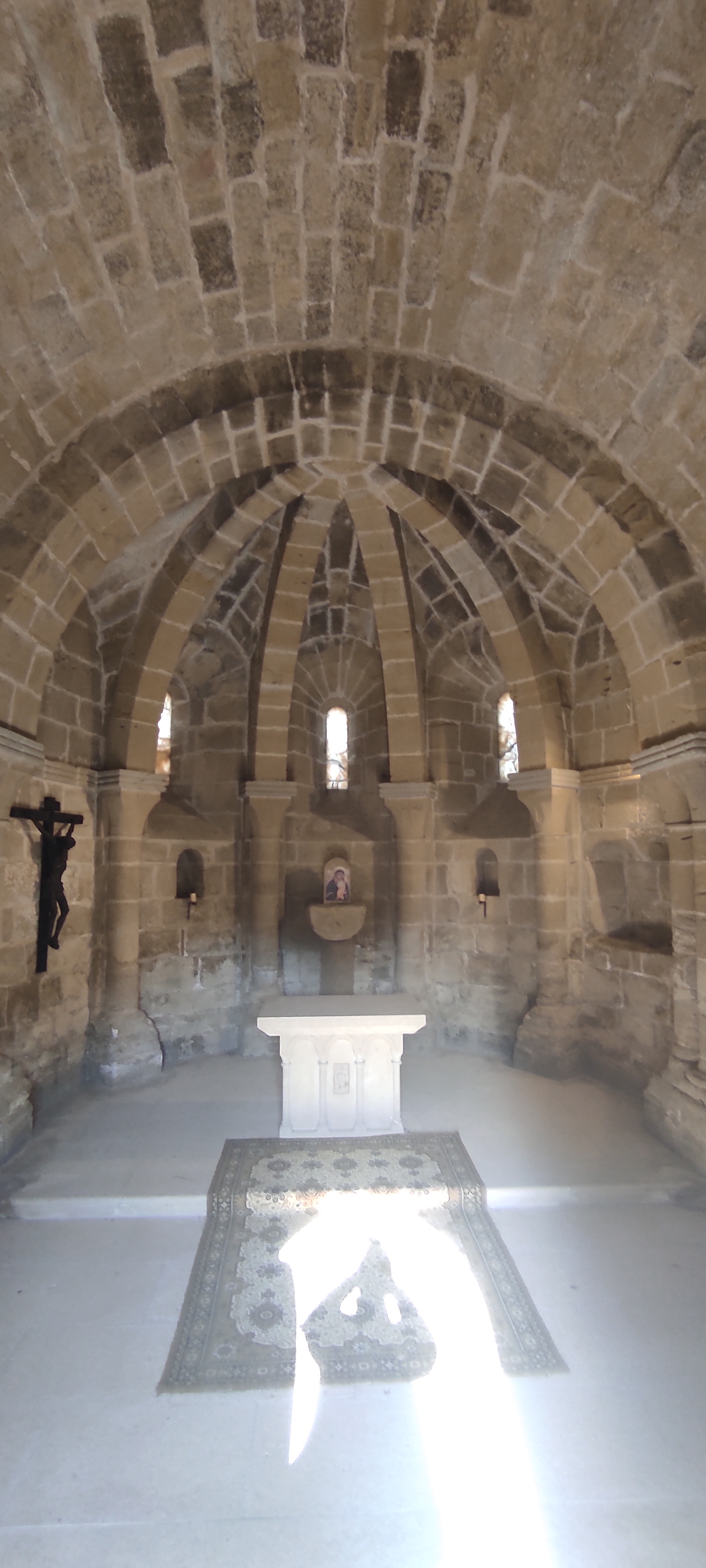
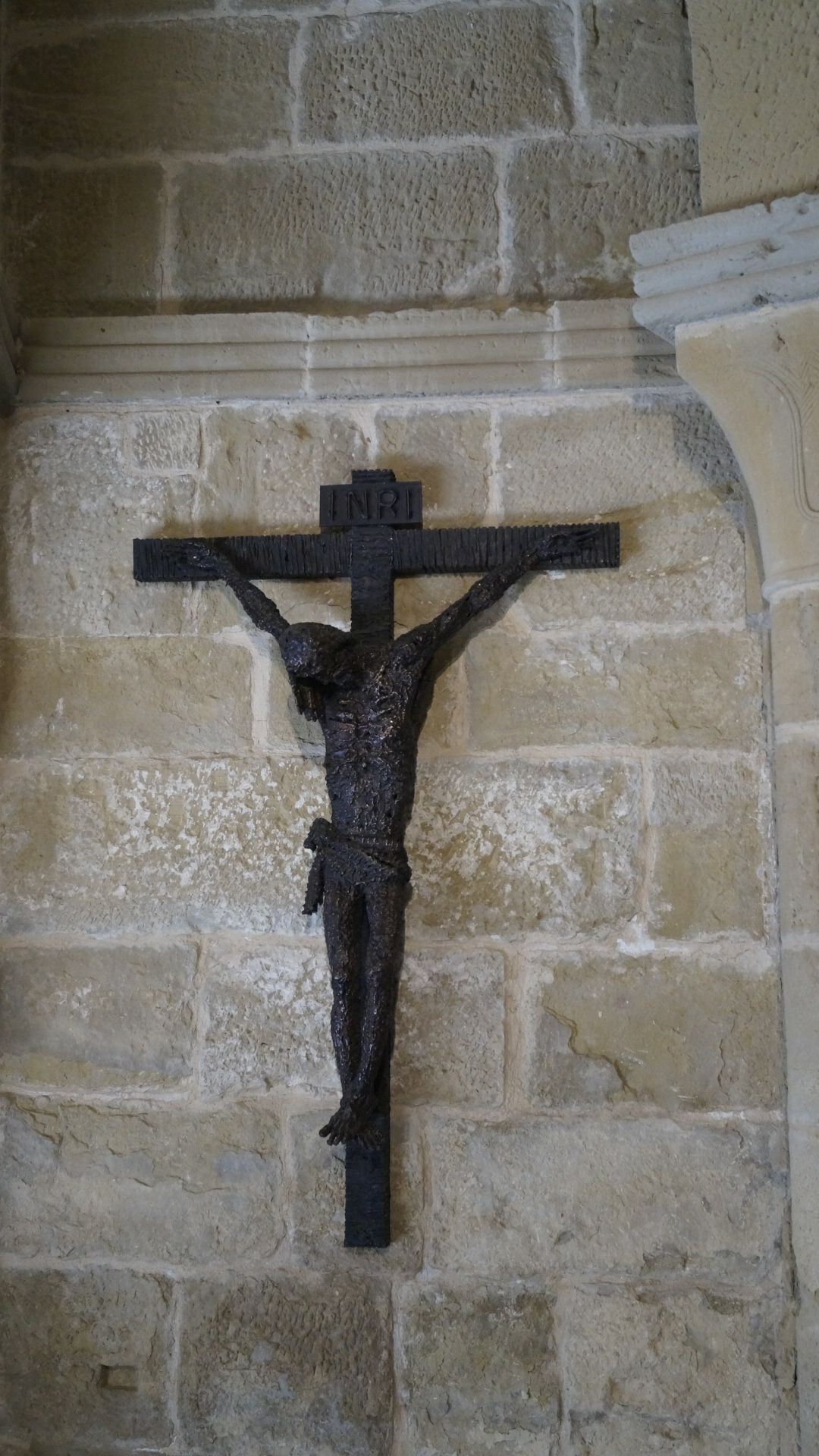
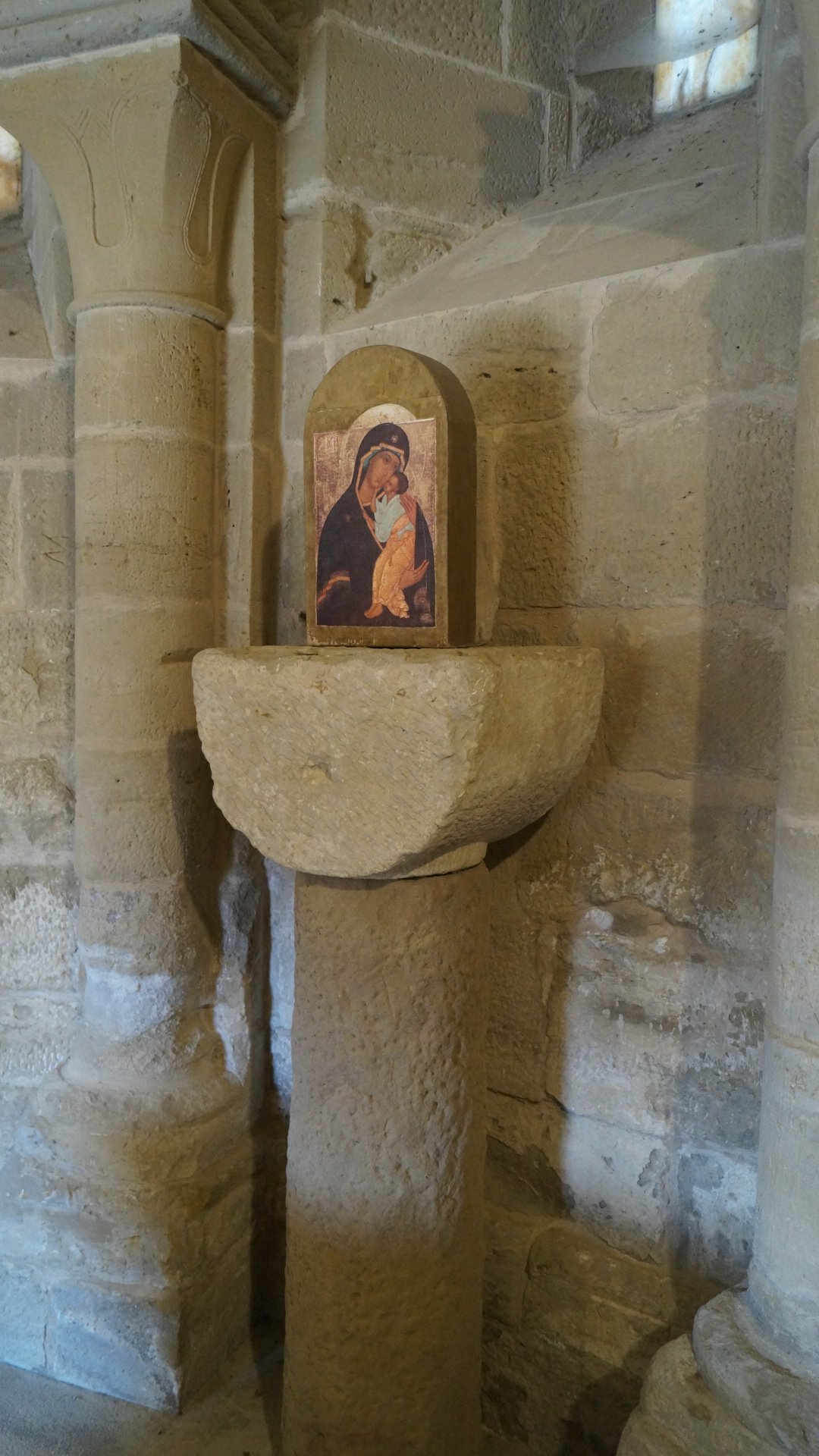
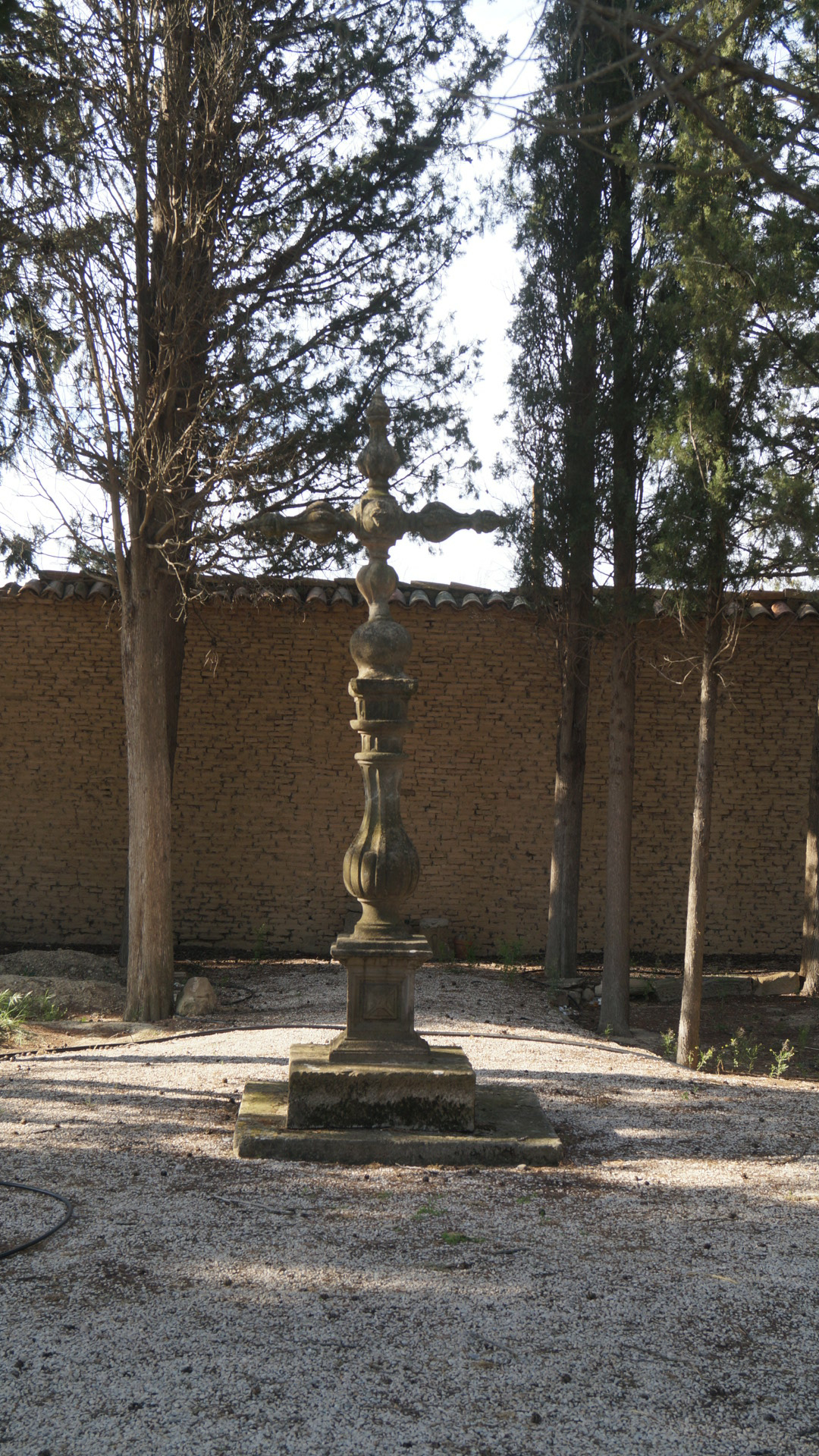
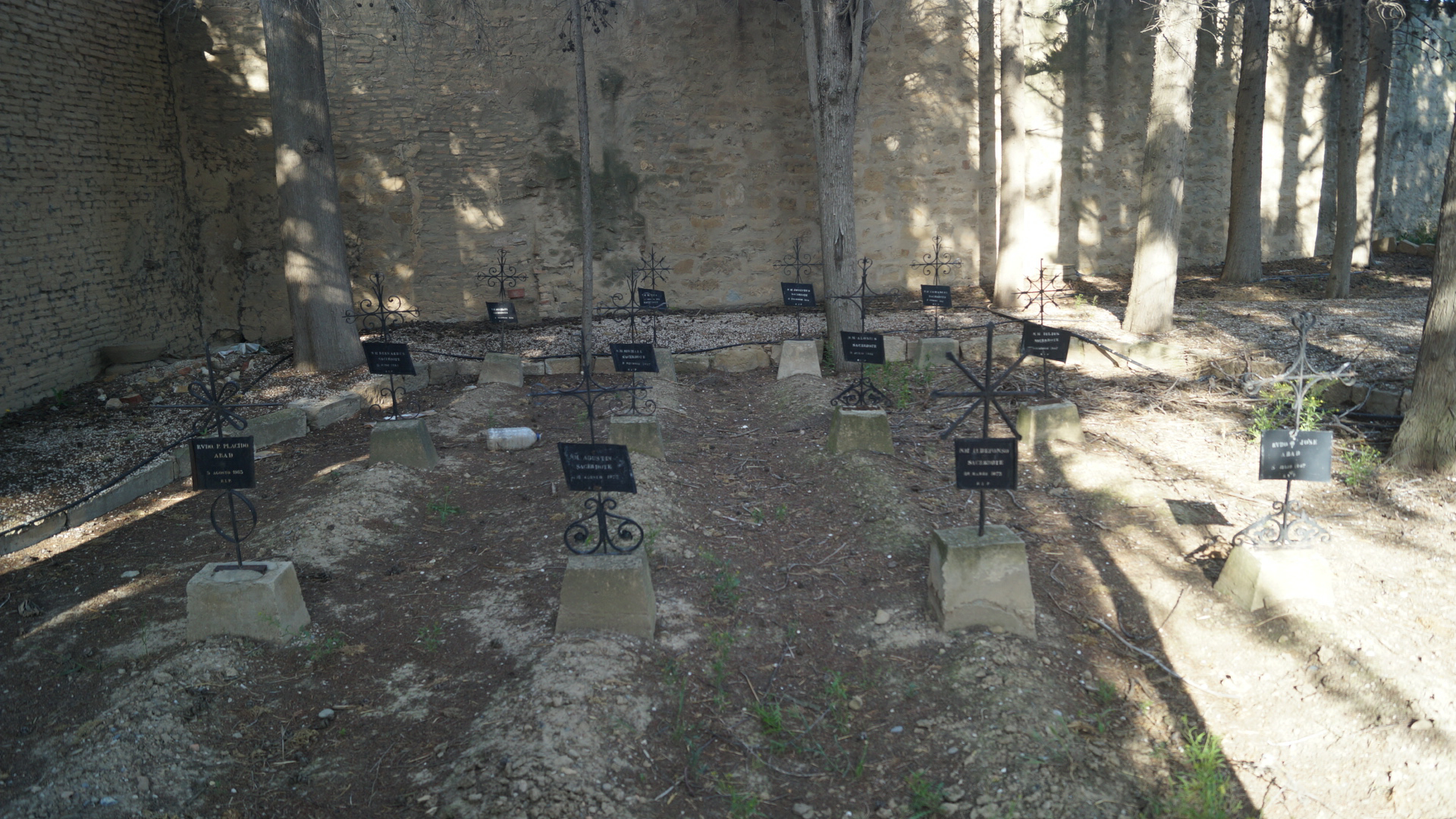
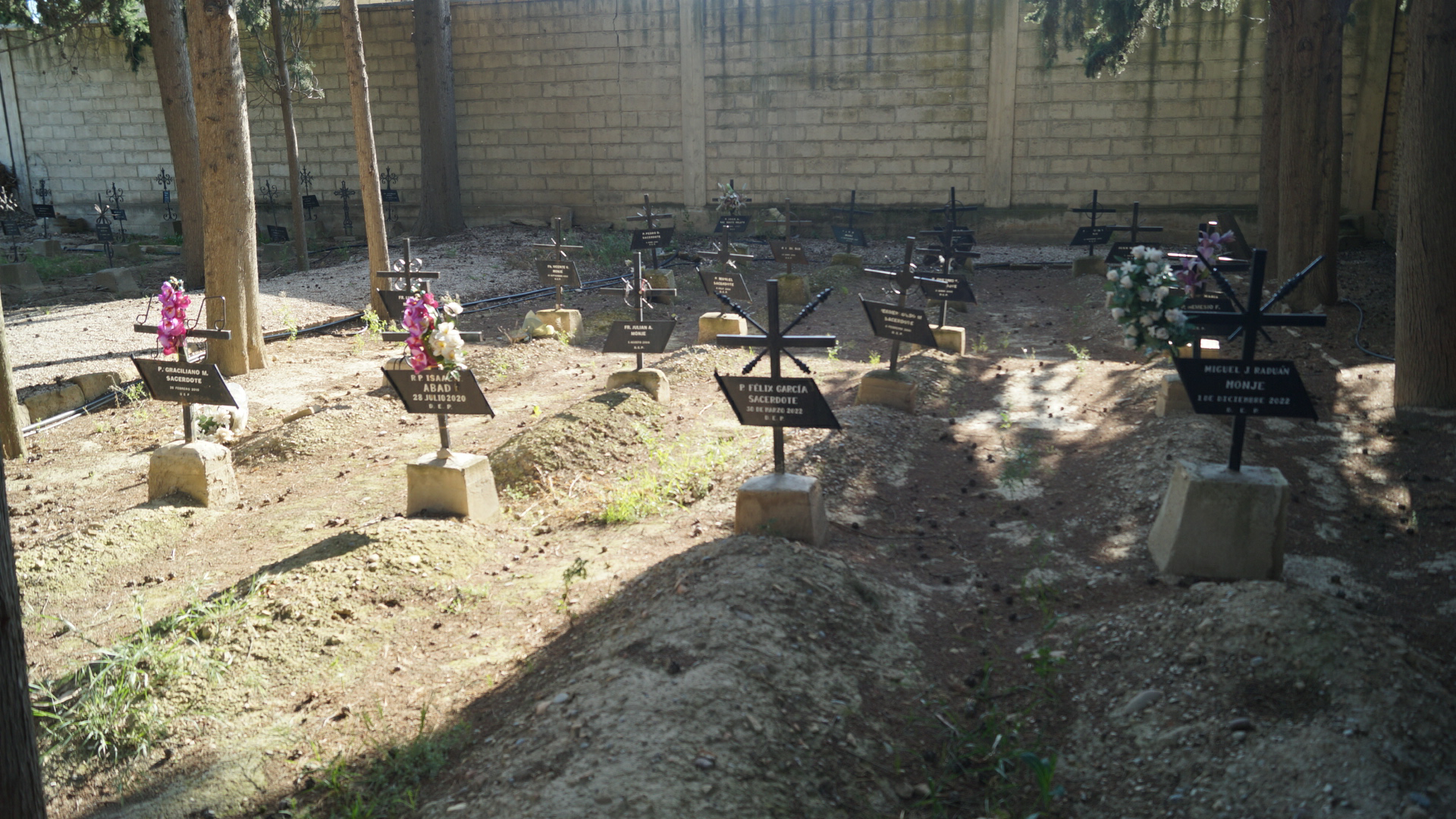

### Cementerio
Adyacente a la capilla se localiza el cementerio monástico de una austeridad plena donde apenas se indican las sepulturas con unas cruces metálicas sobre dados de hormigón, indicando el titular de los restos ahí depositados.

### Claustro nuevo
Los monasterios y conventos navarros cuentan con claustros de diferentes estilos y cronologías en torno a los cuales se ubican la iglesia, la sala capitular, el refectorio y la cocina. Este nuevo claustro, de estilo gótico, aprovechó «los muros perimetrales del primitivo claustro de finales del siglo XII. Sus obras se comenzaron hacia mediados del siglo XIV, siendo abad Lope de Gallur (1332-1362) y se concluyeron bajo el abaciado de Pedro de Eraso (1468-1502).» En los Anales del papa Urbano, hablando de este prelado, se dice:

(...) para que todos tengamos memoria del autor de este beneficio, en lo alto de estas bóvedas están puestos muchos escudos con las armas de este Señor Abad que son dos lobos.
Anales del papa Urbano

Presenta una planta cuadrada, algo irregular, con seis arquerías entre contrafuertes por crujía. La arcada meridional y la oriental son las más antiguas, cuentan «con tres finísimos maineles sobre los que montan arcos apuntados, geminados a su vez en dobles arcos trilobulados con cuadrifolios en la parte superior, coronándose el conjunto con círculos polilobulados o con triángulos curvos de tres cuadrilóbulos y en un caso con una espiral de tres ramales.» La arcada occidental, posterior, se diferencia en el remate donde se «presenta soles rodados de riquísima tracería.»
En una primera etapa se realizó la crujía oriental y algún tramo de la sur con un estilo relacionado, con el del claustro de la catedral pamplonesa y, a continuación, el resto de esta última, la occidental y la septentrional con esquemas en sus arcadas ligados al gótico flamígero.

### Sala capitular
La sala capitular en los monasterios cistercienses debían resultar lo suficientemente amplias como para acoger a todos los monjes. Allí se reunían bajo la presencia abacial tras la misa de la mañana, sentándose en el escaño corrido en riguroso orden de antigüedad. Era el lugar de los asuntos del gobierno del cenobio. Asimismo en el capítulo los monjes hacían confesión de sus faltas y denunciaban las de sus hermanos sin citar sus nombres.
Este ejemplo de la Oliva es típico de los monasterios cistercienses y guarda parecido al de la abadía-madre de Escala Dei. Se trata de una estancia ligeramente rectangular, en tres cuerpos, como en Fitero, dividida por cuatro columnas exentas «de capitel de follaje estilizado sobre las que montan cimacios, de los cuales arrancan tres triples tramos de bóveda de crucería de potentes nervios curvos, que en el tramo de los pies se reduce a la mitad, dado que se retranqueó el muro para la construcción del claustro gótico.» Las cubiertas de bóvedas de crucería guardan relación muy estrecha con otras de la iglesia del mismo monasterio. 

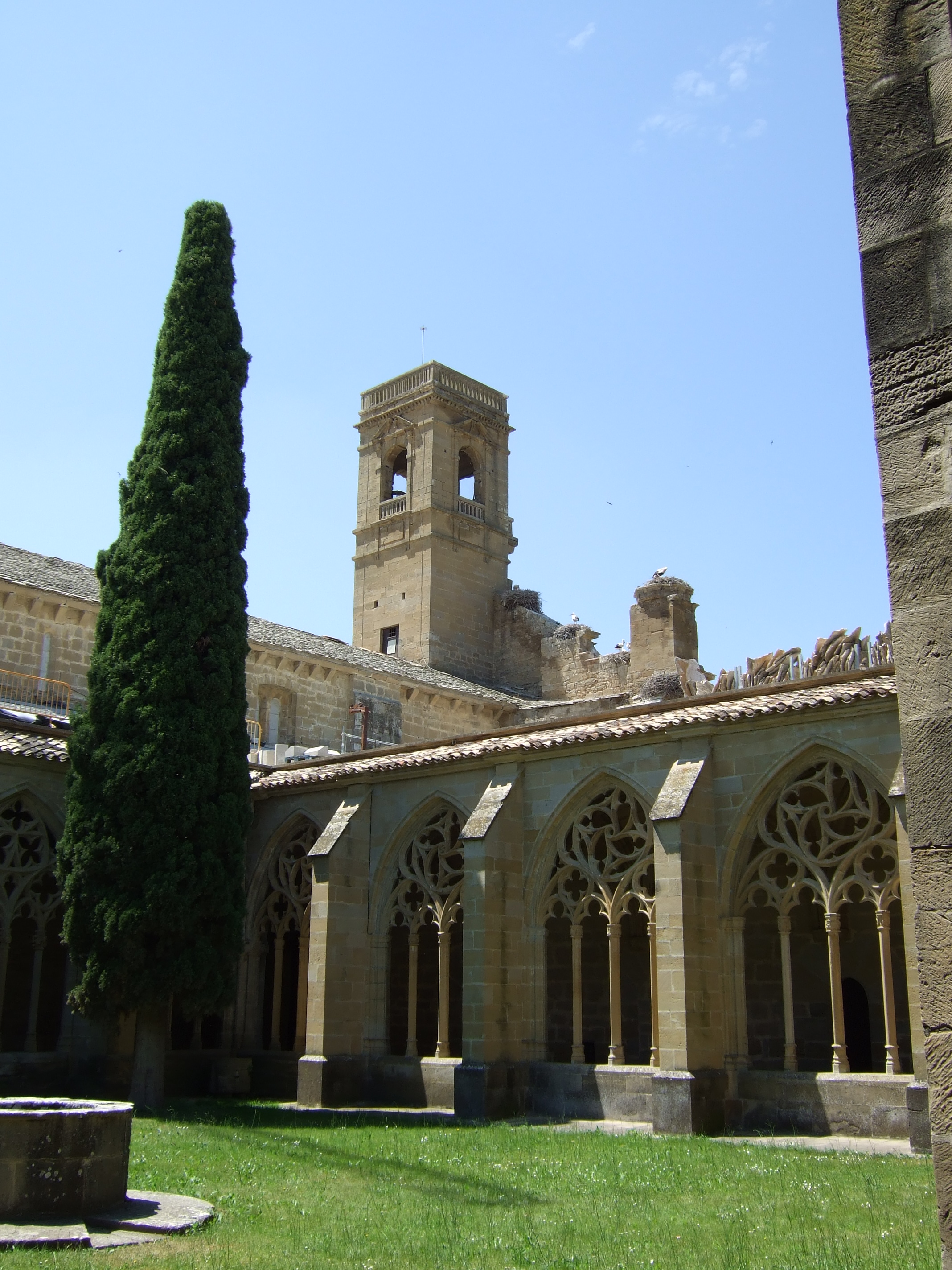
Claustro.
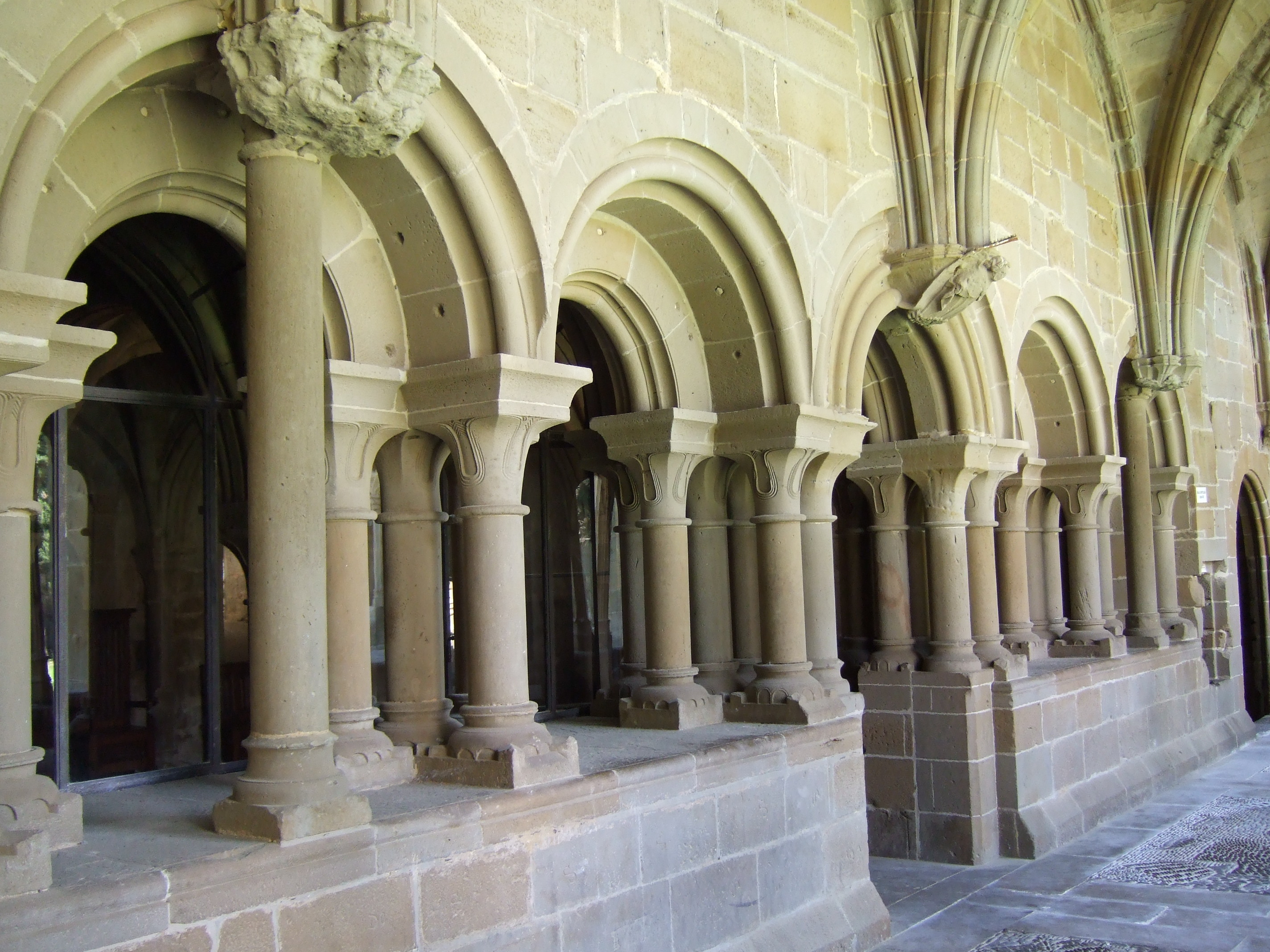
Exteriror de la Sala Capitular.
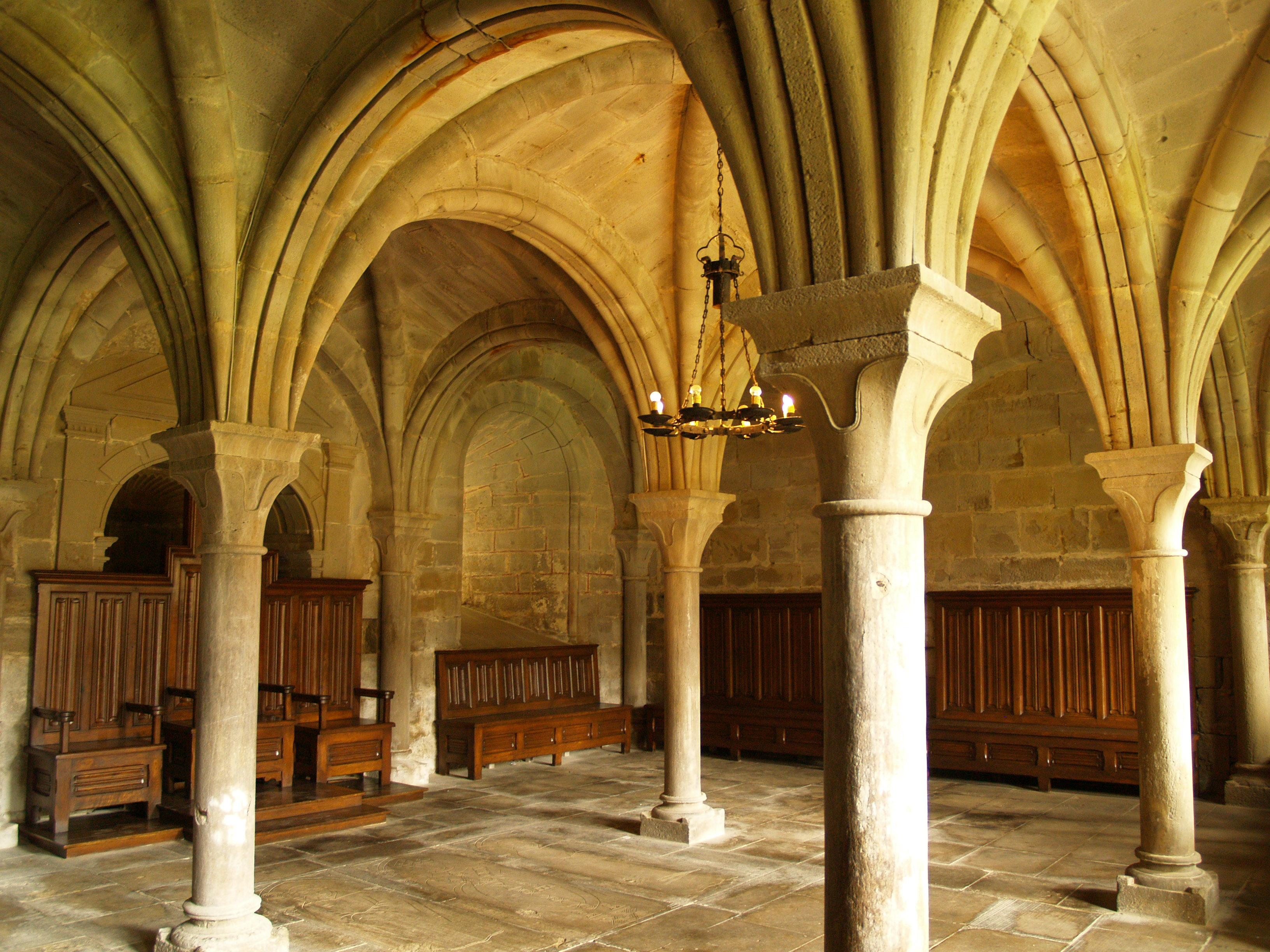
Sala Capitular.
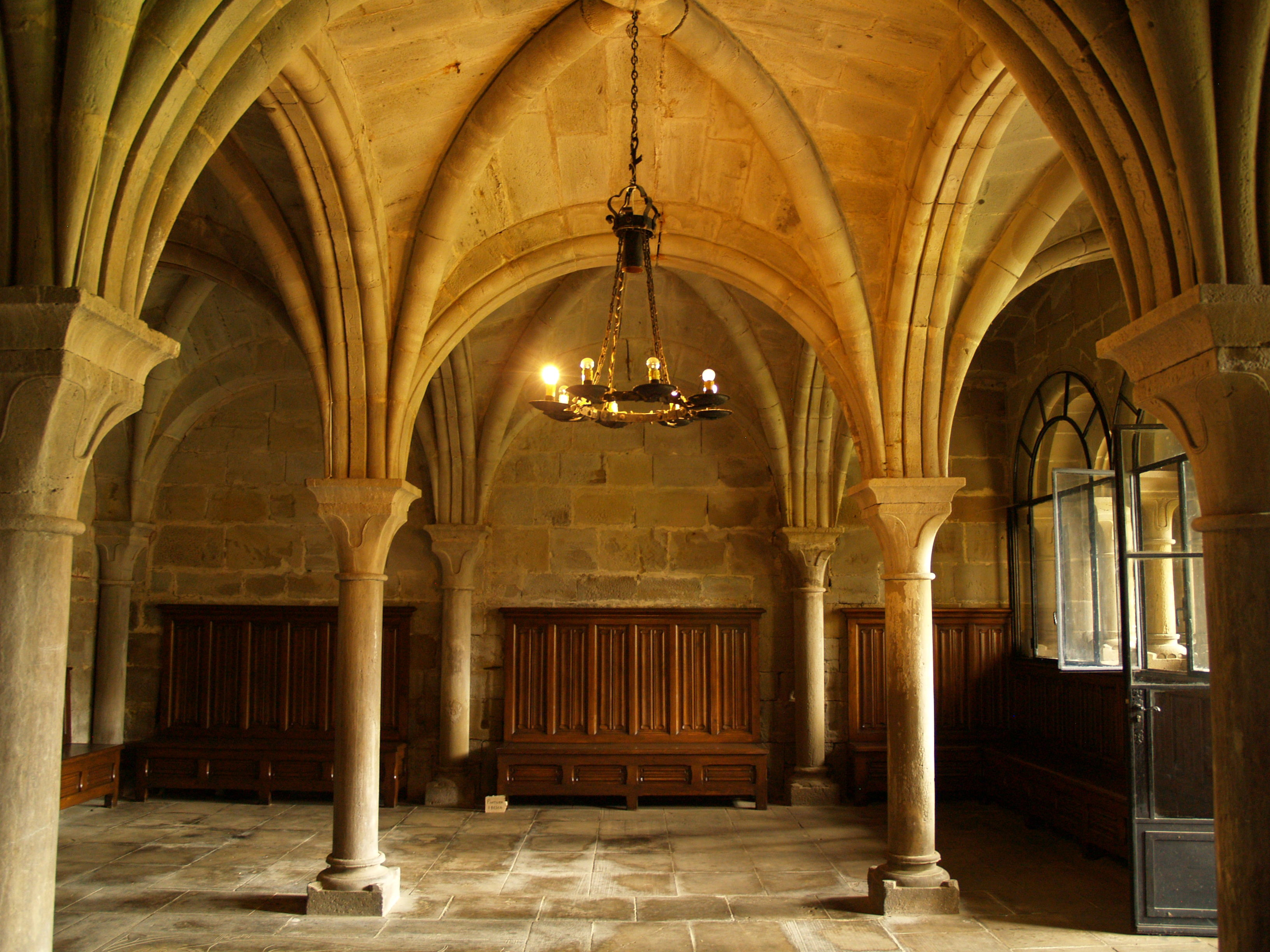
Sala Capitular.
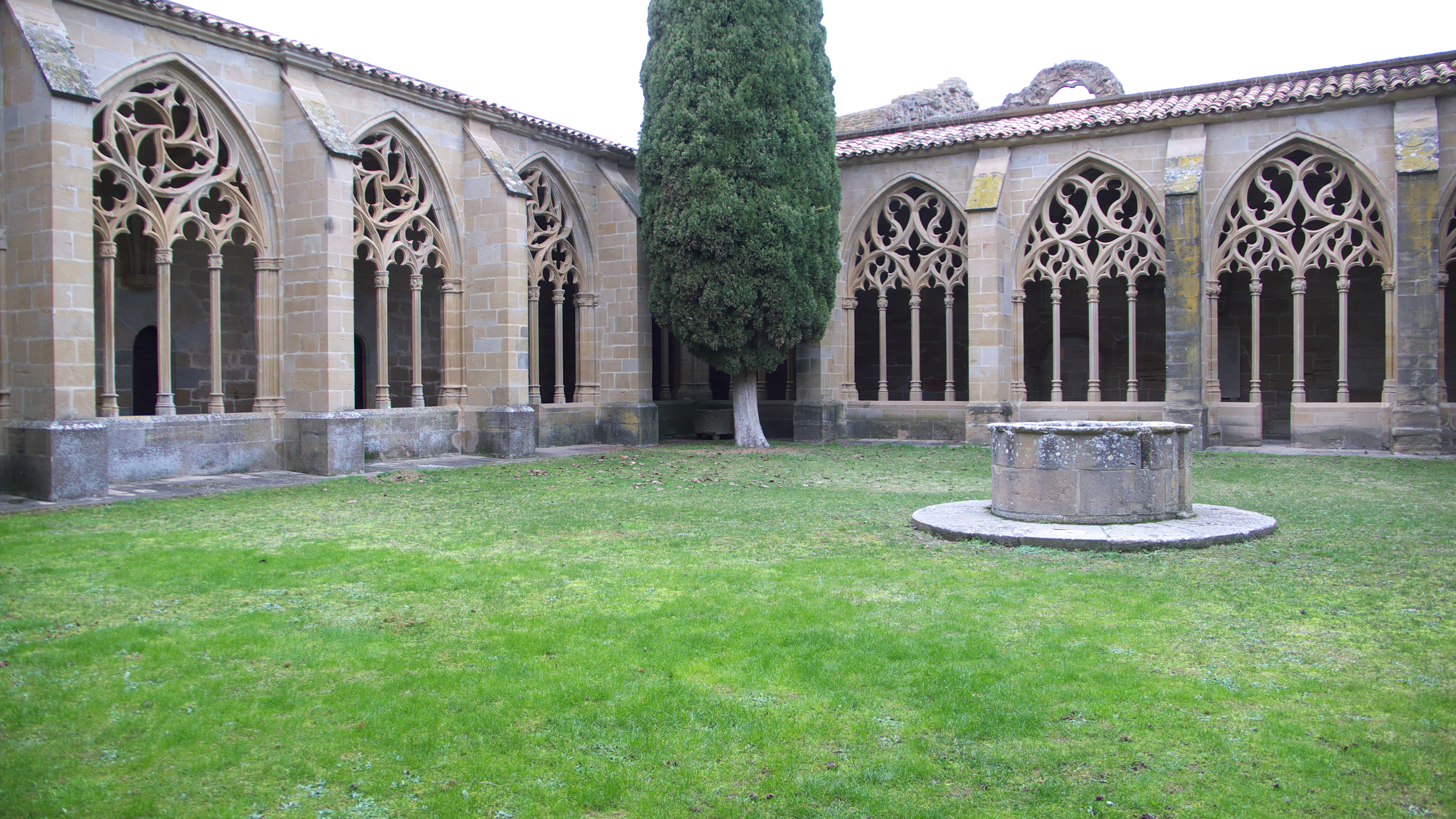
Claustro.
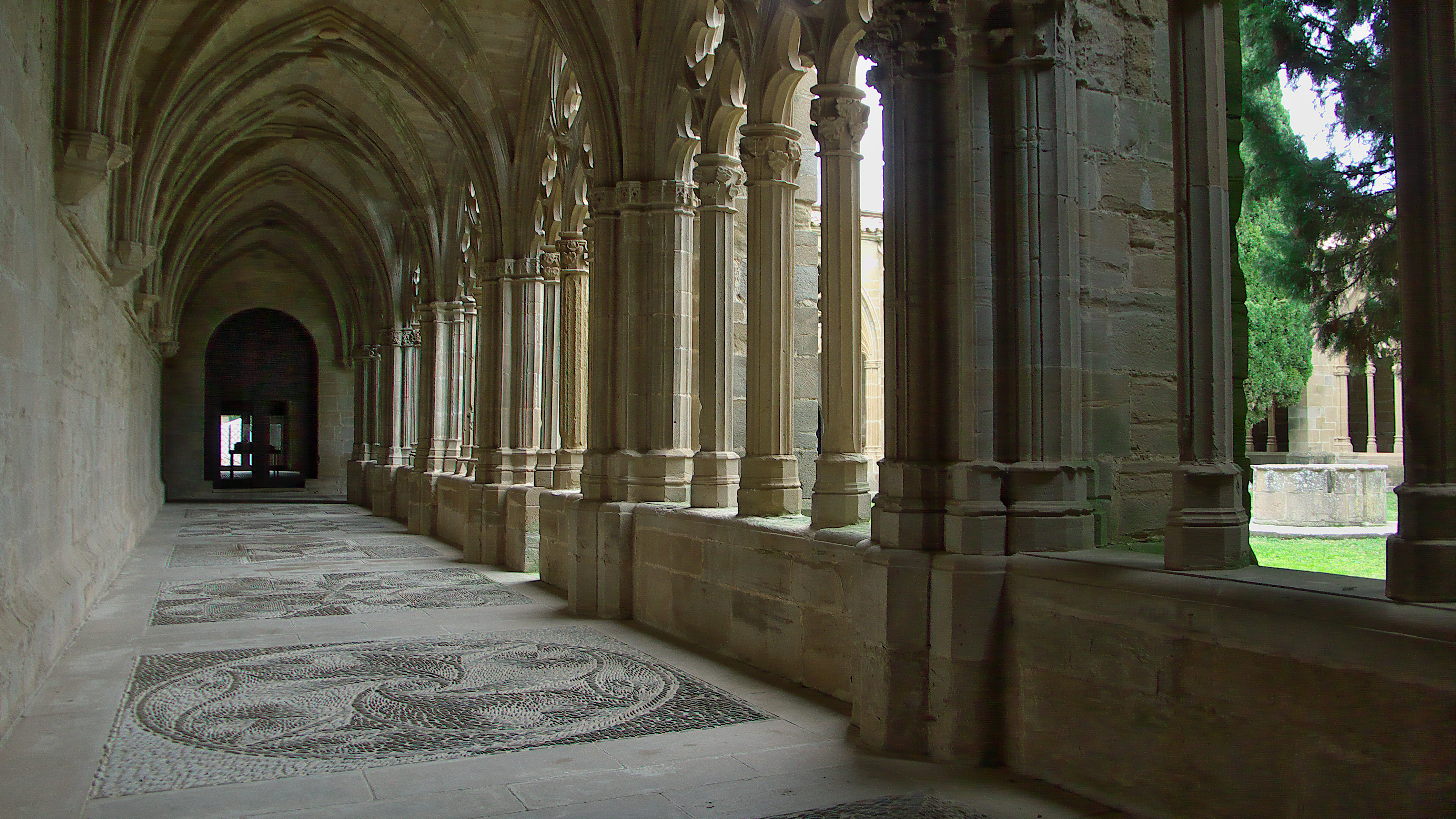
Galería del claustro.
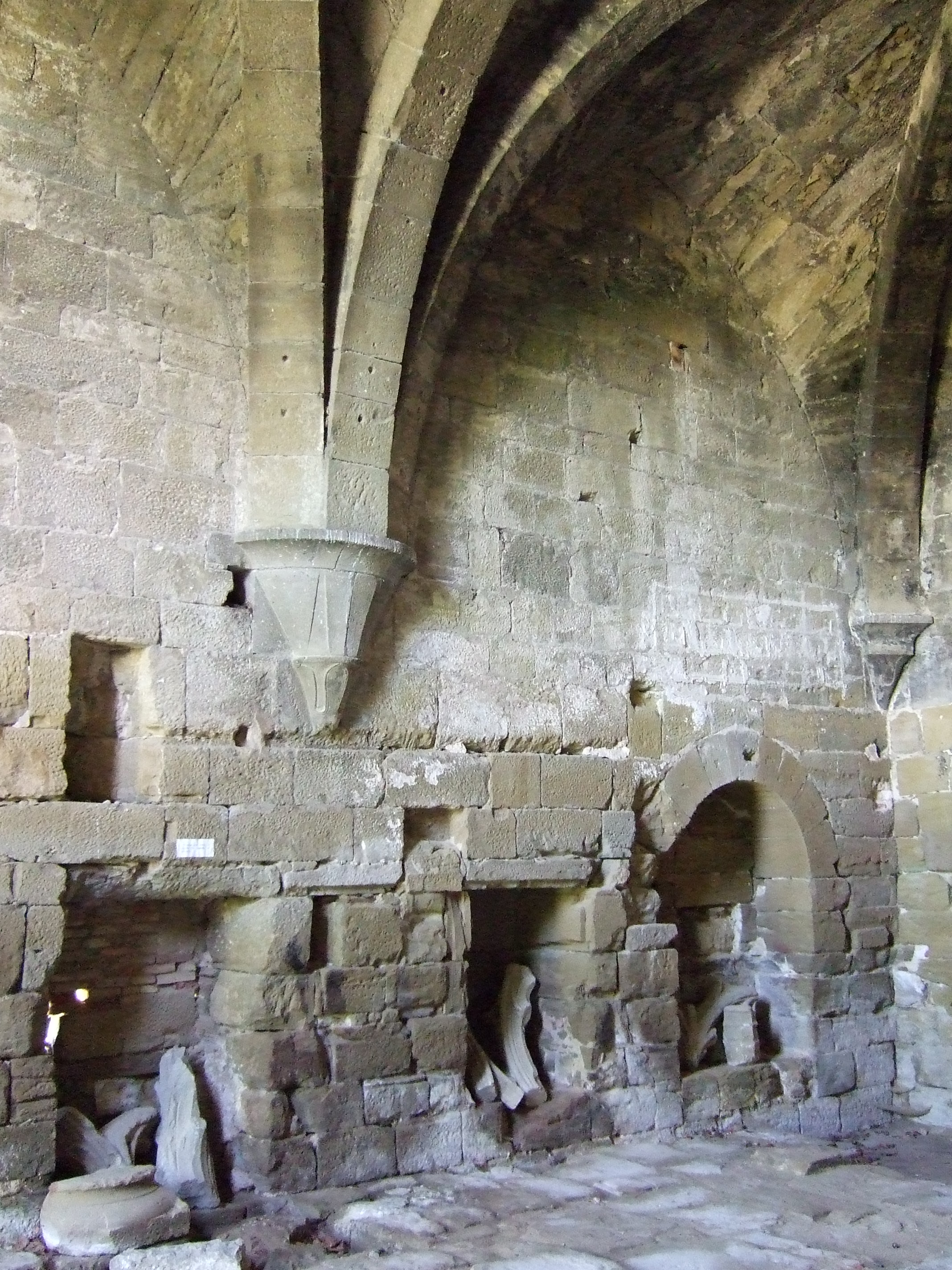
Cocina de los monjes.
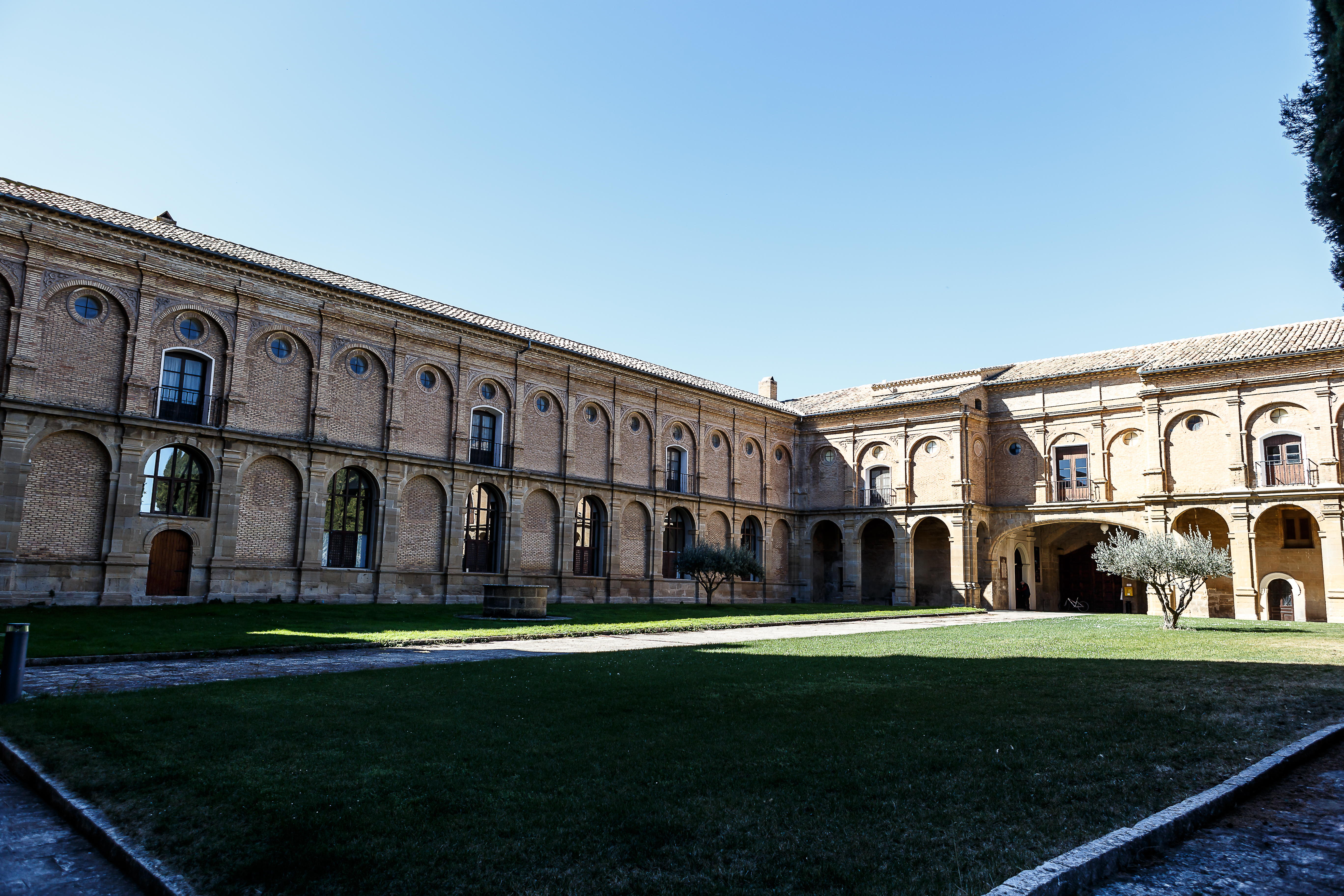
Hospedería. Antiguo palacio abacial (siglos XVI-XVIII).
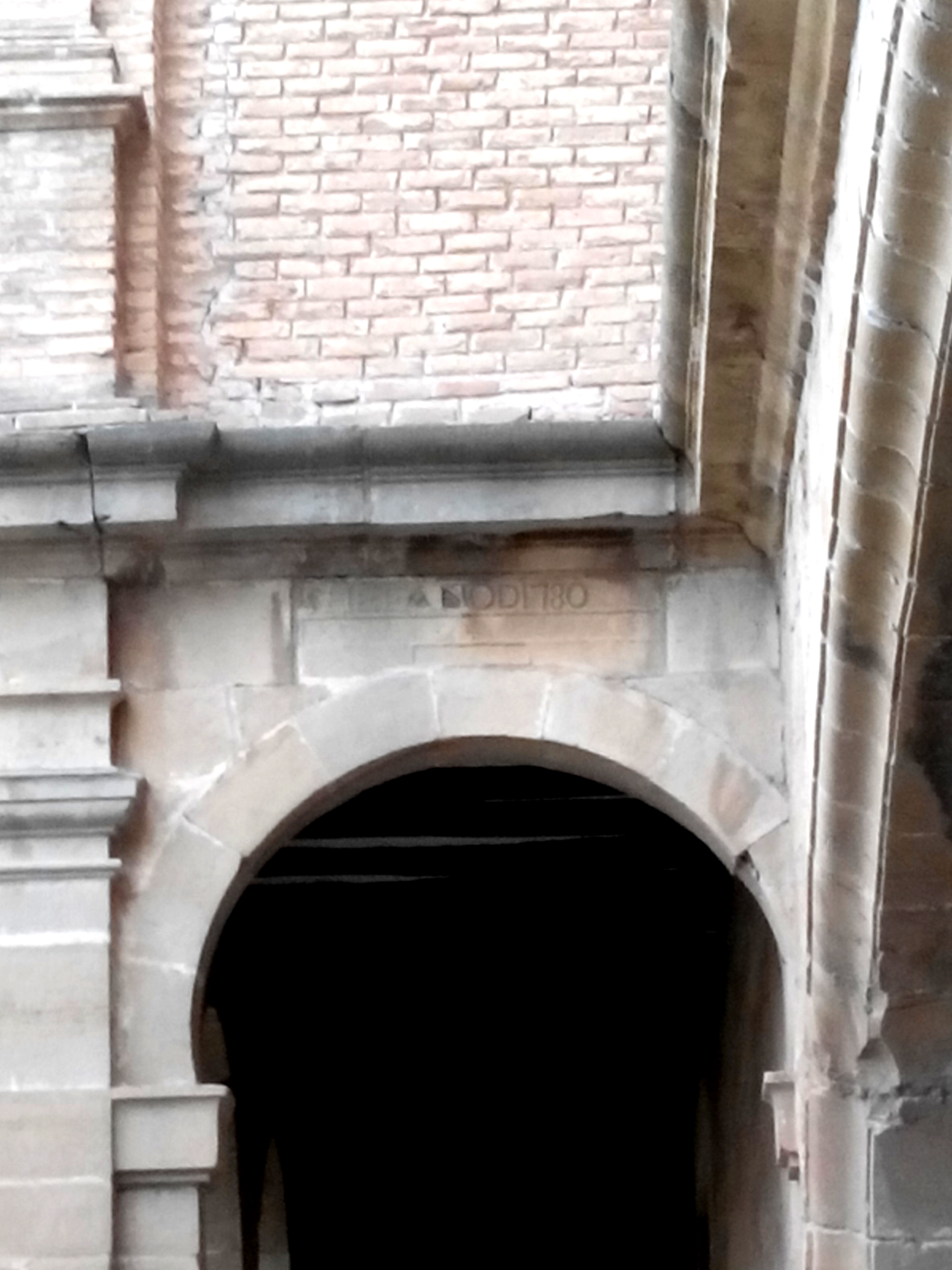
Fecha de la renovación del palacio abacial (1780), construido en el siglo XVI.

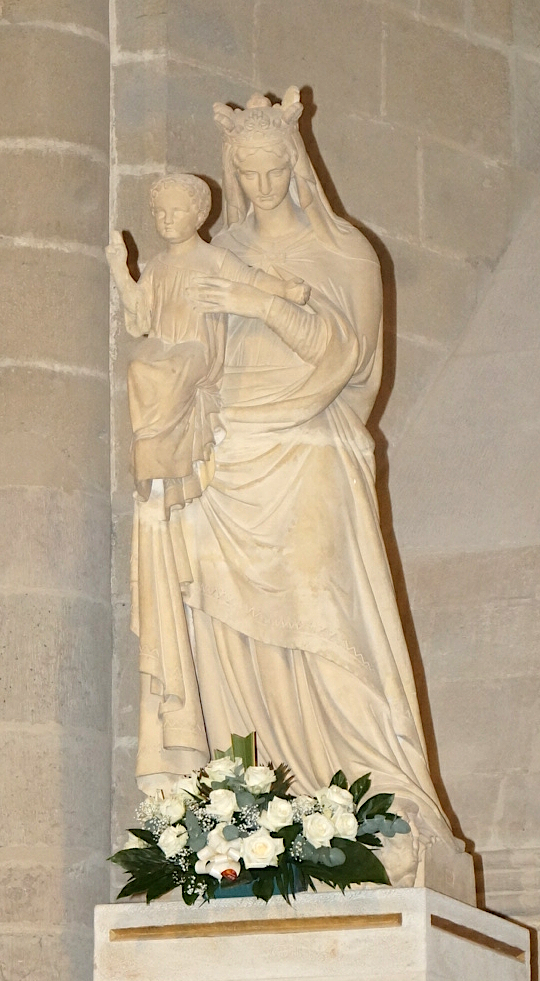
Santa María la Real de la Oliva, obra de Raymond Virebent (1874-1965), ceramista de Toulouse, realizada en 1932

### Palacio abacial - Hospedería
El palacio abacial, delante de la fachada del templo donde se abre un gran patio, es del siglo XVI y fue reformado durante el siglo XVIII. En la parte occidental se sitúa la portería «con un amplio arco apuntado de entrada flanqueado por restos de la antigua muralla del siglo XVII, y otro arco, en este caso carpanel, que lo comunica con el mencionado patio».
Actualmente este edificio acoge la hospedería del monasterio. Es sobre este portalón donde se levanta la antigua residencia abacial, renovada en 1565 por el abad Miguel de Goñi y reformada entre los años 1776-1789 por el abad Antonio Resa.
La hospedería está formada por dos pisos que miran al patio interior. En el piso superior se observan arcos de medio punto cegados y sobre cada arco un óculo; incluso, en algunos de ellos un balcón. En el piso inferior, con arcos de medio punto también cegados, y separados por pilastras de orden toscano, donde se muestran grandes ventanales en algunos de ellos. La hospedería fue realizada en 1780 como se refleja grabado en piedra en la parte superior de la galería corrida en el lado meridional, cerca de la entrada.

### Imagen de Santa María la Real de la Oliva
La actual imagen de la patrona, Santa María la Real, advocación presente en varios monasterios navarros en homenaje a la patrona de los reyes de Navarra, es de 1932, realizada tras la reinstauración monástica tras el parón derivado de las desamortizaciones del siglo XIX. Esta obra actual, en cerámica, fue sufragada por Justo Garrán Moso, diputado por Tafalla, y realizada por Raymond Virebent (1874-1965), ceramista de Toulouse, miembro de una larga familia de ceramistas franceses afincados en esa zona.
Con la colocación del nuevo retablo, hacia 1585-1589, la anterior imagen titular, gótica, realizada en el siglo XIV, había quedado sin un espacio principal donde colocarla. En estas circunstancias, fue trasladada el 10 de agosto de 1600 a una ermita cisterciense, entonces, actualmente el Santuario de la Virgen de la Oliva en Ejea de los Caballeros (Zaragoza) donde había arraigado tal devoción desde el siglo XII. Pocos años después, en 1665, la ermita mostraba serías necesidades de reparaciones. Se creó una cofradía, en 1667, bajo tal advocación que culminaría un siglo después, en 1765, con la inauguración del nuevo templo y el traslado de la efigie mariana al mismo. Todas estas muestras, en el contexto de largos años de duras sequías, plagas y otras calamidades, llevaron a nombrarla patrona de esta ciudad, como ya lo era San Juan el Bautista, e incluso ganando preponderancia ante éste y la devoción a la Inmaculada Concepción de manera tal que se fue «uniendo en su figura leyenda, tradición y señas de identidad».
Esta relación se mantiene viva hoy día con peregrinaciones regulares al monasterio.

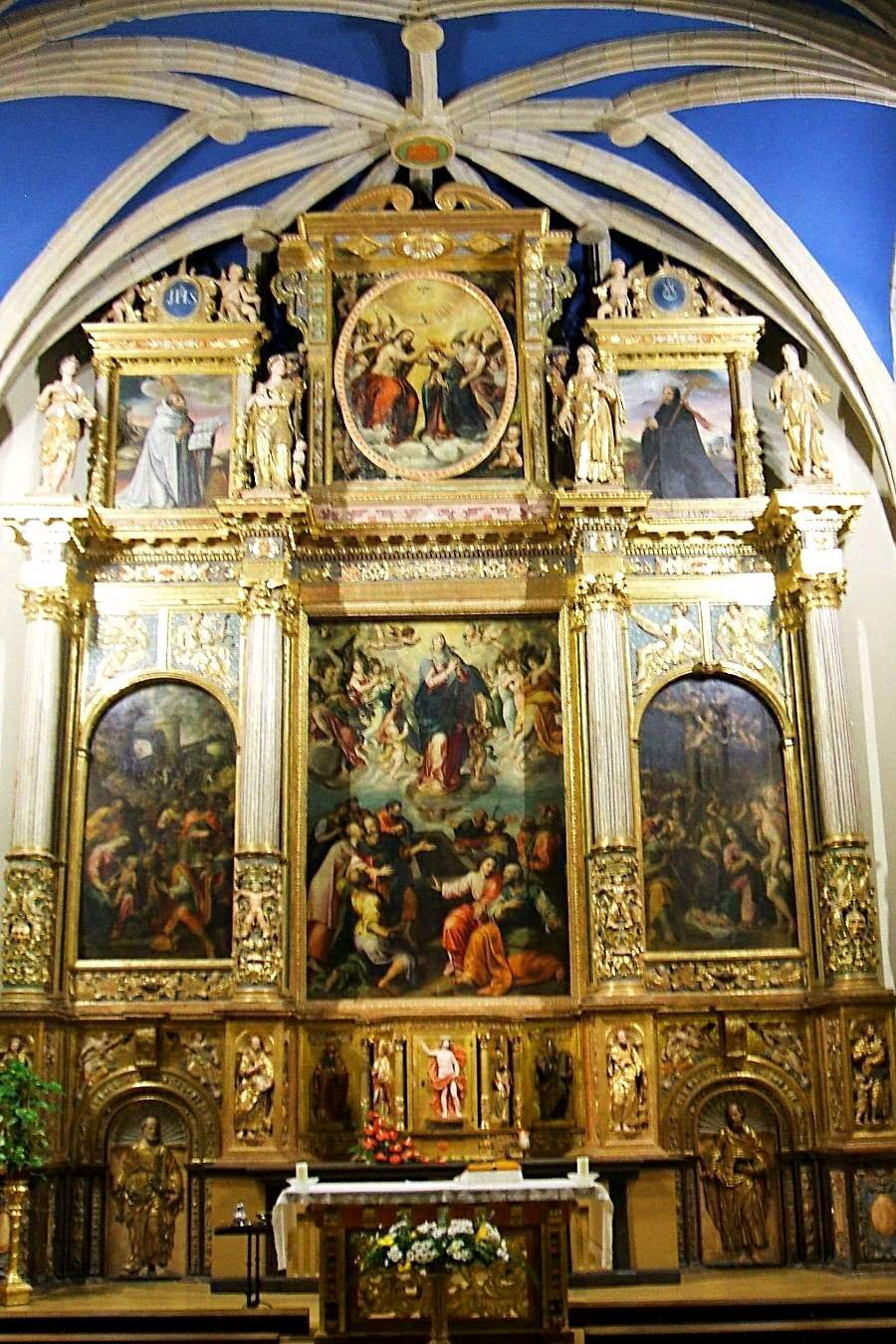
Retablo mayor del monasterio de la Oliva trasladado primero al Convento de las Concepcionistas Recoletas y, desde finales de 2006, en la iglesia parroquial de San Pedro de Tafalla

### Retablo mayor
Al margen de las noticias proporcionadas por Jusepe Martínez, consta documentalmente que el 2 de diciembre de 1571, ante Esteban de Armendáriz, notario de Carcastillo, «Paulo Ezchepers» (Pablo Esquert o Scheppers) y Roland de Mois, «habitantes en Zaragoza», contrataron con los monjes del monasterio cisterciense de la Oliva en Carcastillo (Navarra) la realización de su retablo mayor. A la muerte de Esquert, en 1578, o quizá un poco antes, aún no había sido terminado y no lo estaría, por diversas circunstancias, hasta 1587. Tras un retraso y un pequeño litigio, en 1589 el retablo ya lucía en la iglesia monacal.
El retablo, dedicado a la Asunción de la Virgen se convertirá en arquetipo de la posterior producción de Mois, que reiteró en varias ocasiones sus composiciones aunque nunca volviese a alcanzar la calidad de las tres tablas principales, lo que plantea el problema de la colaboración entre los dos pintores. Considerando que Jusepe Martínez afirmaba que Mois «acabó algunas obras bosquejadas de su compañero Micer Pablo con todo cumplimiento, observando aquella misma manera» parece probable que Esquert tuviese una participación mayor en la invención de las historias que su compañero.
En palabras del historiador del arte Jesús Criado Mainar, el retablo mayor del monasterio de Nuestra Señora de La Oliva «ilustra mejor que ninguna otra obra la profunda puesta al día que la pintura zaragozana experimentó por esos años en sintonía con los presupuestos de la Contrarreforma». Con base en las nuevas precisiones documentales que plantea este autor, termina afirmando que «es, cuando menos, posible que en esta ocasión sí nos encontremos ante una composición original -desde luego, tan sólo hasta cierto punto- de Mois, independientemente de las creaciones de Scheppers.»
El retablo, tras las desamortizaciones de mediados del siglo XIV, fue llevado a la iglesia de las Concepcionistas Recoletas de Tafalla (Navarra) donde permaneció durante más de siglo y medio. El 16 de julio de 2004 el pleno extraordinario del ayuntamiento de Tafalla aprueba la adquisición de este convento por lo que, a finales de 2006, se trasladó, una vez más, a la iglesia parroquial de San Pedro de la misma ciudad donde permanece actualmente.

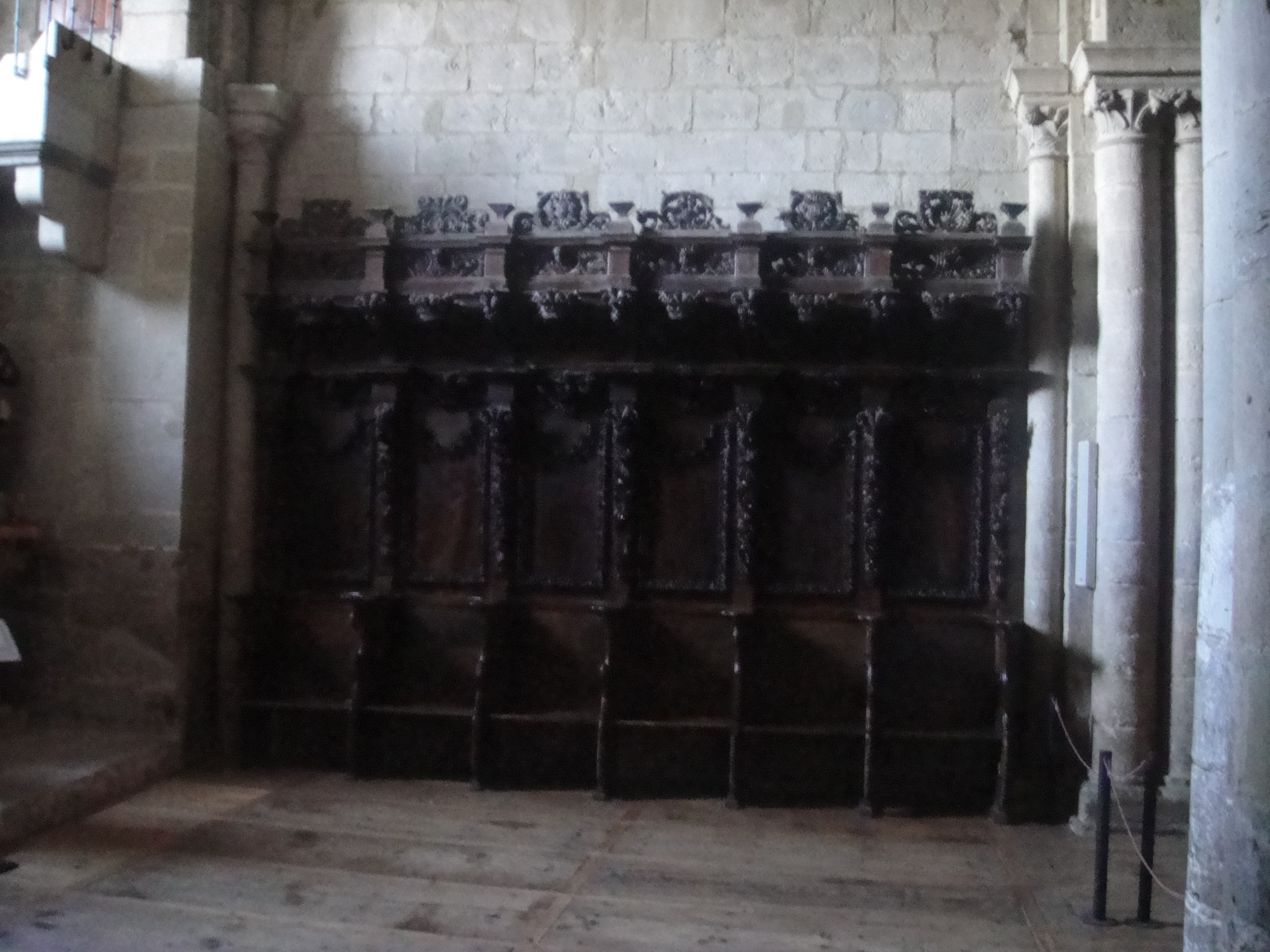
La antigua sillería del Coro actualmente en la Iglesia de San Pedro de Olite y procedente del monasterio de la Oliva.

### Otro legado desamortizado
La aplicación de la ley de desamortización de 1835, tuvo lugar en plena primera guerra carlista, con el resultado de unos monjes expulsados del monasterio, y llevados a Tudela, un templo cerrado y unos bienes vendidos en subasta pública.
Excepto el edificio de la iglesia y su contenido, terminada la guerra, los retablos, las reliquias y las sillas de coro fueron depositados en otros templos navarros. La relación conocida de esta distribución habla de «doce sillas, el facistol, el apostolado y un cuadro de San Bernardo» acabaron adornando la iglesia parroquial de Murillo el Fruto; «la de Beire recibe los altares de la Virgen del Pilar y de Santiago.» Algo más tarde, en 1852, los vecinos de Mélida solicitan «las puertas interiores del cancel de la iglesia, unos balaustres de madera de la parte superior de las sillas del coro, un altarcito, una puerta de la sacristía y otra que servía para entrar del monasterio a la iglesia.» También en 1852, los de Sanguesa obtienen 14 sillas de coro».
Así el interior del órgano de la iglesia abacial fue llevado a la parroquia de Lerín, mientras que «la parte exterior de la caja, el secreto y dos tablones de lengüetería o flautado del órgano de La Oliva serán llevados en 1852 a Sangüesa».
En la iglesia de San Pedro de Olite se conserva «una sillería barroca (h. 1718), obra de Vicente Frías, que se completa con las sillas de la nave del Evangelio y el presbiterio.»

## Tareas de restauración
El 23 de mayo de 2024, tras veinte meses de obras (desde septiembre de 2022 hasta abril de 2024) con una inversión cercana a los dos millones y medio de euros (aportados en un 60% por el Ministerio de Transportes, Movilidad y Agenda Urbana, en un 40% por la propia comunidad cisterciense, además de otros 200.000€ del Gobierno de Navarra), se celebraba solemnemente la reapertura de la iglesia abacial. La fecha elegida se hacía coincidir con la misma de la llegada de la comunidad en 1927. El proyecto culminado por el actual abad Javier Urós Murillo, fue impulsado con determinación por el anterior, Isaac Totorica Izaguirre que, desafortunadamente, no pudo ver culminado. La ceremonia de reapertura estuvo presidida por el nuevo arzobispo de Pamplona, Florencio Roselló arropado por otras comunidades monacales (Leyre, Tulebras, Alloz, Vico, etc) además de autoridades y vecinos de toda la comarca olivense (Carcastillo, Mélida, Murillo el Fruto, Santacara, Figarol, etc) así como de la Junta de Bardenas Reales fuertemente interesadas en el cuidado de este activo patrimonial y cultural de la zona.
Del resultado de las tareas restauradores se han verificado varios cambios perceptibles y se han aportado novedades en la configuración del interior del templo siendo las más destacables la reordenación de algunos elementos decorativos, el nuevo suelo que logra un mayor aislamiento de las capas freáticas del subsuelo que anteriormente generaban mayor humedad en todo el edificio y la puesta en valor de texturas pictóricas en los muros así como de los grafitis presentes en algunas zonas.